# ちりとてちん (テレビドラマ)
『ちりとてちん』は、2007年度後期放送のNHK「連続テレビ小説」第77作で、2007年10月1日から2008年3月29日まで放送されたテレビドラマである。全151回。NHK大阪放送局制作。
脚本は藤本有紀、音楽は佐橋俊彦、主演は1864人が応募したオーディションにより決定した貫地谷しほり。舞台は福井県（嶺南が中心）および大阪府。

## 概要
これまでの朝ドラヒロインにありがちな「持ち前の明るさで、困難を乗り越えていく前向きな主人公」とは180度異なる、心配性でマイナス思考のヒロインが大阪で落語家を目指す姿を描く。ヒロインの出身地は福井県で、福井県が連続テレビ小説の主な舞台となるのは今回が初めてとなる。貫地谷しほりが演じる主人公を中心に、個性豊かな登場人物によって繰り広げられる喜劇仕立ての青春コメディーである。
物語の大きなテーマとなるのは「伝統の継承」。落語と塗箸家業を題材に主人公の父や祖父のような塗箸職人（塗箸は小浜市の名産品である）や、主人公が入門する落語家・徒然亭一門（架空の亭号）など、伝統を受け継ぎそれに従事する人々の姿が描かれる。それに関連したもう一つのテーマは「落語」。本ドラマは主人公が落語家を目指すというものであり、劇中では登場人物が実際に落語を披露するシーンがある（出演者の中には本職の落語家もいる）。さらに、落語を元にした演出、有名な噺の解説、本編出演者による噺の再現ドラマ（劇中で噺の内容を解説するときに挿入される小芝居）などがふんだんに盛り込まれており、落語通はもちろん、落語を全く知らない人でも楽しめるような作りになっている。また、ドラマの登場人物の名前の多くは、落語の登場人物から取られたものである（詳しくは後述）。
ドラマには緻密な伏線が張り巡らされており、劇中のさりげない台詞や小ネタが後の重要な場面につながっていくことも多い。さらに、単なる賑やかしの脇役と思われていた人物が、予想外の場面で物語の鍵を握っていることもある。また、年末最後の放送で初めて互いの愛を確かめ合った喜代美（若狭）と草々が、新年最初の放送で何の前触れもなく結婚式を挙げる（OP後の本編に、いきなり喜代美が白無垢姿で登場する）など、時には大胆な展開を迎えることもある。
2008年7月にかんさい特集内でスピンオフドラマ「ちりとてちん外伝『まいご3兄弟』」を放送した。1996年の安曇川（あどがわ）での出来事を、2008年に草々が創作落語に仕立てたという劇中劇になっている（ゲスト: 田村亮、徳田尚美）。
放送期間平均視聴率は15.9%、最高視聴率は18.8%（ビデオリサーチ調べ、関東地区・世帯）。朝ドラにおいては、2004年度後期『わかば』以来、最高視聴率が20%を下回った。視聴率こそ大阪放送局制作の作品の中で最低を記録したが、DVDの売り上げに関しては、一転して過去最高の売り上げを記録している。
語り手を担当しているのは上沼恵美子で、五十代の喜代美自身が過去を振り返るという設定で、毎週月曜日の放送の冒頭では「ようこそのお運びで。厚く御礼申し上げます」という口上を述べる（第67回のみ、高座に上がった若狭こと喜代美（貫地谷）が先にこの口上を言い、上沼は「あらら、先に言われてしもうた」と口上を述べた）。
タイトルの「ちりとてちん」は三味線の旋律の唱歌（しょうが）または擬音語、また上方落語の演目の一つである （原型は江戸落語の「酢豆腐」）。

## あらすじ
主人公の和田喜代美は、9歳の年に、福井県小浜市へ引っ越してきた。喜代美は、無口で真面目な出戻り若狭塗り箸職人の父・正典（松重豊）と楽観的な母・糸子（和久井映見）をはじめ、祖父・正太郎（米倉斉加年）と祖母・小梅（江波杏子）、それに弟・正平（橋本淳）や叔父・小次郎（京本政樹）など、大勢の家族に囲まれて育った。
その9年後、喜代美（貫地谷しほり）は高校卒業を間近に控えていた。 同い年で同姓で名前の読みも同じの親友・和田清海（佐藤めぐみ）が、才色兼備で誰からも好かれるのに対して、悲観的で将来の夢も展望も全く開けない喜代美は、清海に劣等感を抱いてしまうのであった。
そんな状況を打ち破るため、高校卒業後、喜代美は大阪へ飛び出した。その地で、思いがけず出会ったのは、人を笑わせる仕事、落語家であった。祖父の言葉を胸に、喜代美は落語家・徒然亭草若（渡瀬恒彦）に弟子入りする。

## 登場人物

### 福井県小浜の人々

#### 和田家
和田喜代美→青木喜代美（わだ きよみ→あおき きよみ）/徒然亭若狭（つれづれてい わかさ）
演 - 貫地谷しほり/桑島真里乃（少女時代）/上沼恵美子（五十代：声のみ）
本作のヒロイン。1973年（昭和48年）12月31日生まれ。福井県北部・鯖江市の出身。9歳の年に家族と福井県南部・小浜市へ引越し、高校を卒業するまでを小浜で過ごす。
マイナス志向で不器用。動作が大げさで何かにつけて「え!」と驚く癖があり、妄想癖がある。また婚姻届を書くまで夫・草々の本名を知らなかったり、買い物では何かを買い忘れることが多いなど、抜けているところもある。そのため、祖父・正太郎や師匠・草若などからは落語の登場人物に似ていると評されている。
小浜でのあだ名は「B子」。小学校で同姓で名前の読みも同じの和田清海と区別するために、清海の「和田A」に対して「和田B」とあだ名され、転じて「B子」と呼ばれるようになった。学校のアイドルである優等生清海と何をやっても上手くいかない不器用な自分を比較し、主役と脇役、光とその裏側の陰、と捉え、劣等感を拗らせたまま高校生活を終える。
そんな脇役人生を変えるため、高校卒業後単身で大阪へ。偶然出会った草若の元に身を寄せるようになり、徒然亭一門と関わる中で落語家になることを決意。紆余曲折を経て徒然亭への入門が認められ、草若の「若」の字を取り、福井県若狭地方の出身であることに由来した「若狭」という芸名を与えられた。徒然亭弟子入り前は草若と草々から「キーコ（喜ィ公）」「喜六」、弟子入り後は徒然亭周囲の人物から「若狭」と呼ばれている（兄弟子・小草若は入門前後数年間、本名で呼んでいる）。初高座は19歳で演目は「ちりとてちん」。
落語家として行き詰ったときに草若の指示を受けてから創作落語も演じるようになる。内容は少女時代からの経験に基づいた話が主。
兄弟子の草々に片思いを続けていたが、草々が破門になりかけ、単身迎えに行ったことがきっかけで両思いに。その後、恋愛禁止期間であった3年間の内弟子修行を終えて草々にプロポーズされ、1996年1月3日に結婚式を挙げた。
2006年秋に妊娠が判明。常打ち小屋「ひぐらし亭」のオープン祝いの手伝いをして過ごすうちに、糸子の生き方に感銘を受け、「おかあちゃん」としての道を進む決意をする。祖父・正太郎の命日の日の「ひぐらし亭」の高座（演目は祖父と師匠の縁深い「愛宕山」）で落語家引退を宣言。物語は2007年春の彼女の出産で幕を閉じる。
清海も喜代美も三丁町の芸者の名前から取られて名付けられたことが後に明らかになるが、これは二人の父親である秀臣と正典の間の秘密である。
和田糸子（わだ いとこ）
演 - 和久井映見
喜代美の母。福井県北部・鯖江市の出身。旧姓は木野（きの）。実家は小間物屋。幼いころに父を亡くし、母一人子一人の家庭で育った。塗箸の修業をやめ鯖江に来た正典と結婚、その後家族と共に小浜市へと移る。
他人とは感覚がややずれたところがあり、天然ボケ気味だが楽天的な性格なので失敗しても気にしない。長男・正平曰く「存在自体が突拍子もない」ハチャメチャな人物。一方、困窮した家計を魚屋食堂でのパート勤務で助けるなど、古風な内助の功の側面も見せる。家族の世話を焼きたがる向きがあり、特に不器用な喜代美が心配でたまらない。喜代美は母親の世話焼きを鬱陶しく思っていたが、初高座で失敗した際には八つ当たりしながらも、最後には肩にすがって泣くなど、心の奥底ではその包容力に大きく依存している（これは最終週の伏線ともなっている）。なお世話焼きの性格は家族に対してだけではなく、順子や草若などにも向けられた。
後述の「へしこ丁稚羊羹」騒動の逸話が喜代美2度目の高座を成功に導くなど、当時はとんでもない事件に過ぎなかった糸子との経験は、後の落語家としての喜代美の成功に生かされる。
五木ひろしの大ファンで、十八番は「ふるさと」。その熱狂ぶりは相当な物で、陣痛の中、五木ひろしの出番が来るまで紅白歌合戦を見続けたほど。しかし「ふるさと」のイントロが終わって歌が始まった時に糸子は陣痛を我慢できなくなり、分娩室に運ばれていった。なおも未練を残していた糸子のために正典は分娩室の前で「ふるさと」を熱唱し、喜代美が生まれた。
また非常に鼻がきく。スイカが腐ったかどうかと言うことだけではなく、清海のマンションを出て「行方不明」になった喜代美の居場所や喜代美の陣痛もなぜかかぎ当てた。
和田正典（わだ まさのり）
演 - 松重豊
喜代美の父。小浜市出身。糸子と同い年。高校卒業後、3年間正太郎の元で塗箸の修行をしていたが、物語が始まる10年前に糸子の母親が病に倒れ、糸子を助けるために修行を投げ出し家を出た。その間、正太郎とは絶縁状態にあったが、塗箸家業が途絶えることを危惧して、鯖江の眼鏡工場を退職。妻子とともに小浜に戻ってきた。出戻った後も正太郎と喧嘩が絶えず反目しあうが、正太郎の死の間際に真意を知る。父の死後は近代的塗箸工場を営む兄弟子・秀臣の下で修行を積み、9年後に独立。塗箸店を再興した。
当初は売行きは芳しくなく、そこに付け込まれる形で秀臣に合併を持ち掛けられていた。塗箸をただの宣伝材料としか考えない秀臣のやり方に反発していたが、後に秀臣の本心を知った後は、和解し共に塗箸業界を盛り上げるために尽力した。
父に似て生真面目で頑固な性格。いつも眉間にしわを寄せている。家族に冷静に突っ込む一面もあるが、自身がボケていることも多い。喜代美が落語家になることを当初は反対していたが、正太郎が喜代美を落語へと導いたと考えるようになり落語家になることを認め、応援する立場に回った。
和田小梅（わだ こうめ）
演 - 江波杏子
喜代美の祖母。正典の母。地元では名の知れた元芸者で三味線の名人。粋な性格で当時流行していたバブルガム・ブラザーズや米米CLUBの曲を好んで聞くなど、最新の流行にも敏感。草若に弟子入りした喜代美を見て、正太郎の遺言（「ぎょうさん笑え」）を実行するには自分が一歩踏み出さければならないと気付き、友人からの依頼を受けて三味線を教えるためにスペインへ移住。旅立つ際、草若に自分が若いころに着ていた着物を喜代美が高座に上がる時の衣装として託している。また、内弟子修行中の喜代美を励ました。草々と喜代美の披露宴の際は小次郎からFAXで連絡を受け取り急ぎ帰国。その時はすぐにスペインに戻り、1999年に再び小浜に戻ってきた。
作法の教育には厳しく、それが後に喜代美が落語家を志すにあたり、綺麗な仕草として生きることとなる。草若は小梅に対して、喜代美の箸使いがうまいと誉めている。
なお、途中で小梅がスペインに移住するのは、演じる江波に舞台『大奥』出演の仕事が入っていたためである。
和田正太郎（わだ しょうたろう）
演 - 米倉斉加年
喜代美の祖父。正典の父。1982年（昭和57年）10月11日に他界。 小梅には「正太郎ちゃん」と呼ばれている。小浜でも数少ない若狭塗箸の名職人。塗箸の修行を放棄して家を出た正典をなかなか許そうとはしなかったが、実は正典に塗箸を継いでほしいという望みの裏返しであったと死の間際に告白する。落語好きで喜代美が落語に興味を持つきっかけを作り、喜代美には「喜代美、ぎょうさん笑え。一回きりの人生や。ぎょうさん笑ろた方がええ」という言葉を残した。
いつも正太郎が聞いていたテープは正典が正太郎に塗箸を継ぐことを告げた日に小浜で開かれた草若の独演会（演目は「愛宕山」）をテープレコーダーで録音したものであり、正太郎が草若に頼み込んでもらったものだった。そのことが正典や喜代美、そして徒然亭一門に影響を与えた。死後も時々登場しており、地獄で草若と再会して草若を地獄寄席へと案内した他、引退を決意した喜代美の前にも姿を現した。
和田小次郎（わだ こじろう）
演 - 京本政樹
喜代美の叔父。正典の弟。堅実な兄とは違い、独身で定職を持たない山師。いつも失敗に終わるものの儲け話には目がない。その服装は独特なもので派手なアロハシャツを着用し、頭にはサングラスかカンカン帽を身に着けている。
奈津子が塗箸の取材のために和田家を初めて訪れた時にその美しさに目を奪われたが、糸子の失敗料理「へしこ丁稚羊羹」を誤って奈津子に食べさせてしまった。ガラクタ好きで、ゴミの山状態となっていた奈津子の部屋を見て宝の山だと興奮。これがきっかけでさらに奈津子に注目し始め、連絡しあう仲になった。
1993年の秋、キズ物の塗箸の売り方をめぐって正典と対立したことがきっかけで家を飛び出し、ヒッチハイクで大阪へ。奈津子の部屋に転がり込み、以後は一緒に暮らしている。大阪に住むようになってからは草若邸にもしばしば出入りしている。
夫婦喧嘩していた正典と糸子が昔を思い出して和解したのに影響され、奈津子にプロポーズするも200万円貯金することを結婚の条件を提示されたが、（喜代美曰く）働くという概念すらない上に、相変わらず一山当てて儲けることにロマンを感じていたため、ずっと結婚できずにいた。ある日、ついに宝くじが当選するが、塗箸産業を盛り上げていこうとする正典や竹谷らの姿を見て自分の考えに疑問を抱き、当選金を五木ひろしを塗箸のイベントに呼ぶためにあてがってしまう。そのことを相談しなかったことで奈津子を失望させるが、最終的にお互いをわかりあい結婚する。なお、当選金は五木の好意で小次郎の元に返され、二人の希望でひぐらし亭建設資金となった。
和田正平（わだ しょうへい）
演 - 橋本淳/星野亜門（少年時代）
喜代美の2歳年下の弟。喜代美と違って手先が器用でしっかりもの。和田家の中では抜きん出て洞察力に長けており、それゆえに家族が気持ち悪がることもある。喜代美が落語家になると宣言したときや草々が喜代美との結婚を申し入れたときは、父の正典よりも落ち着いたところをみせた。「他愛ないのう」が口癖。恐竜好き。高校卒業後、小浜市近傍の福井理科大学（架空）に進学し地質学を学ぶ。義兄で、同じく恐竜好きの草々のことを慕っている。
苦しい家計を見て苦悩し、高校卒業後の就職を考えたり、留学を考えたのが原因で糸子が正典と対立して家出したことを知ると、留学を断念したりと家族思いの面もある。大学卒業後の就職試験にすべて落ちた後は、小次郎を真似た振る舞いでフリーターをしていたが、正典の勧めで塗箸家業を手伝う。秀臣の真意を聞いてから塗箸家業を継ぐのを辞め、一時期正典と険悪になったものの和解。恐竜博物館の教員枠で働くため小学校の教員となり、最終回では恐竜博物館に勤めている。

#### もうひとつの和田家
和田清海（わだ きよみ）
演 - 佐藤めぐみ/佐藤初（少女時代）
もうひとりの主人公的な存在。大手箸工場を営む秀臣の娘。喜代美の同級生で、同姓で名前の読みも同じ。喜代美が引っ越してきた日に砂浜で出会う。非の打ち所がなく、周囲に慕われている人気者。あだ名は「A子」。「和田A」が転じて「A子」と定着した。
鈍感なところがあり、喜代美が自分に対して劣等感を抱いていることには気づいておらず、喜代美を無二の親友だと思っていた。さらに、友春が小学生のころから喜代美のことを好きだった事や草々に好意を持たれている事にも気づいていなかった。
高校卒業後は、大阪で一人暮らしをしながら大学に通っていたが、サークルのOBの誘いがきっかけで芸能界に入り、テレビのお天気キャスターなどの仕事をしていた。出会った当初は草々を面白い人と感じただけで、あまり興味を持っていなかったが、草々の落語を聞いたことがきっかけとなり、後に相思相愛となる。その後、東京でニュースキャスターをする仕事が入り、悩んだ挙句に大学を休学して東京行きを決意。転居の直前に、喜代美と互いの本心を語り合い、旅立った。
しかし、担当していたニュース番組が半年で打ち切りとなり、喜代美とは連絡が途絶える。1996年の冬、母・静の看病のために小浜に戻ってきた。服装や性格も上京前の清純さとは異なり、都会的な雰囲気へと一変し、東京で挫折した経験から喜代美に対して鬱屈した思いを吐露するようになる。
後に和解し、父親の工場を手伝ううちに工場を継ぐ決心をする。その一環として正典の元に弟子入り。最終週では社長としてひぐらし亭の支援に参加している。最終回で、草若を襲名した小草若といい関係になるが、なかなか結婚には踏み切れていない旨の紹介がされた。
和田友春→野口友春（わだ ともはる→ のぐち ともはる）
演 - 友井雄亮/小阪風真（少年時代）
秀臣の長男。清海の兄。しっかりした妹と違い典型的なドラ息子に育ってしまったため、小浜では「アホ」もしくは「アホボン」と呼ばれている。自分に秀臣ほどの経営能力がないことを自覚しており、どこか似ている小草若とは犬猿の仲だったが、後述する経緯で順子との結婚が決まってから和解した。
初対面時に暴言を吐いたため、喜代美から手提げ袋で殴られる。そのことがきっかけで一目惚れし、喜代美が高校を卒業するとともにプロポーズ。しかし、肝心の喜代美には相手にされていなかった。その後、喜代美に再度プロポーズしたが、喜代美は既に落語の道に進む決意をしていたため、断られた。それを聞いた友春は喜代美のことをきっぱりとあきらめ、自分の道をみつける決意を固めた。友春は正典にその決意を語り、そのことが小梅や正典を動かし、喜代美の草若への弟子入りを後押しすることとなった。
順子とは、喜代美の落語を聞くために共に大阪へ向かったことをきっかけに、徐々に親密さを増していく。その後、順子が妊娠していたことが明らかとなり、自分が工場を継ぐ自信がなかったことと順子に対する責任をとるために、順子と結婚して婿入りし、魚屋食堂を継ぐことになった。
和田秀臣（わだ ひでおみ）
演 - 川平慈英
小浜の大手箸工場の社長。正太郎の元弟子で、正典の兄弟子。友春と清海の父。伝統工芸の塗箸に見切りをつけて正太郎のもとを去ったため小梅に嫌われており、正太郎の葬式でも追い返された。正太郎の死後、正典に請われ自分の工場の社員扱いで塗箸の技術を正典に教えた。後に正典の箸が持つブランド力に注目し、自分の工場と正典の塗箸店との合併を狙う。なお、秀臣は婿養子である。
外国出身の父の影響でナイフとフォークしか使えなかったが、母親が新しく作った家庭と馴染めたきっかけとなった箸、とりわけ若狭塗箸に愛情を持っている。その影響で正太郎に弟子入りするが、正典の塗箸作りの才能に劣等感、疎外感を抱いたことが正太郎の元を去った要因となっている。だが工場を運営するにつれ工場を発展させることが塗箸産業を支えることに繋がるという思いを抱くようになる。
工場の存亡が危ぶまれ工場の閉鎖を考えたとき、和田家の前で正太郎の元を去ったときの心情を打ち明け、小梅と和解する。
和田静（わだ しずか）
演 - 生稲晃子
秀臣の妻。友春と清海の母。よくできた妻で、彼女の存在も清海に対する喜代美のコンプレックスの元になっていた。塗り箸製作所の没落に呼応するかのように、1999年の時点では病に倒れ、病院に入院していたが、後に回復し、退院した。

#### 魚屋食堂
野口順子（のぐち じゅんこ）
演 - 宮嶋麻衣/伊藤千由李（少女時代）
喜代美の親友。魚屋食堂の一人娘で、高校卒業後は家業を手伝っている。クールなリアリストで、後ろ向きになりがちな喜代美にいつも毒もありつつ的確な助言をくれる。喜代美の才能を見抜いていた人物でもあり、落語家になると言ったときには心配する周囲をよそに「B子に向いてるかもしれんなぁ」と喜んだりしていた。モットーは「何があっても天災」。
第四回寝床寄席の際、大阪まで送ってもらったことをきっかけに、友春と親密になっていく。1996年1月3日の喜代美の結婚式で友春に抱きつかれプロポーズされるが、順子が答えるより先に父・幸助が友春に殴りかかったため返答しなかった。しかし、喜代美の白無垢姿を見て生まれて初めて感動したことと、一生懸命生きているアホである友春がいとおしく思えたこと（これは喜代美と付き合ってきた理由と同じ）から、以降本格的につきあうようになり、ついには友春の子を妊娠してしまう。天災とは違い自分で起こした不始末であるため動揺し、一時は本心を押し殺して自分独りで子供を育てようとまで思いつめてしまったが、両和田家と野口家を交えた話し合いの場で喜代美に説得され、友春との結婚を決意した。
野口幸助（のぐち こうすけ）
演 - 久ヶ沢徹
順子の父。喧嘩の仲裁が趣味で喧嘩している者に売り物の焼き鯖を与えて仲直りさせる「胴乱の幸助」を地でいく人物。犬の喧嘩にまで口を出したり、喧嘩を仲裁したいために揉め事のありそうなところへ足を運ぼうとしたりするので家族にあきれられている。
順子が絡んだことになると冷静にはなれず、友春が順子にプロポーズした時や友春が順子を妊娠させたことを知った時は興奮して友春をなじってしまった。両和田家と野口家を交えた話し合いの後、喧嘩をしないことと仲よく暮らすことを条件に、友春と順子の結婚を認めた。
いつもねじり鉢巻をしめ、冬でも半袖のTシャツを着ている。Tシャツには鯖の絵が描かれており、書かれている言葉は「仲良き事は美しき哉」もしくは「鯖街道は男道」など幸助の性格や職業にちなんだものになっている。第17週では娘の順子の妊娠、結婚と言う重いテーマだったにもかかわらず着ていたTシャツが「さば人間コンテスト」と言うコミカルなものだった。この趣向は婿の友春の着るジャージにも受け継がれ、友春が鯖の焼き方を修行している時は「焼鯖は1日にしてならず」と書かれており、のちの回では「Yellow Submarine」をもじったものになっていた。
野口松江（のぐち まつえ）
演 - 松永玲子
順子の母。商売下手な幸助のかわりに魚屋食堂を切り盛りしている。大のおしゃべり好きで、正典とはあまり仲が良くない。ミーハーな性格で人気絶頂だったころの小草若が魚屋食堂を訪れた時は狂喜乱舞した。またゴシップ好きであり犬の噂話までする。そのため、順子の妊娠を知った時にはそのことが噂話になって順子が後ろ指をさされてしまうと心配し、あわや順子を追い込みそうになった。
野口春平（のぐち しゅんぺい）
演 - 斉藤勇人（1999年当時）/新岡澪（2006年当時）
野口順平（のぐち じゅんぺい）
演 - 斉藤隼人（1999年当時）/新岡塁（2006年当時）
友春と順子の間に生まれた子で双子。名前は友春と順子から一字ずつ取った。演じる子役も双子である。後に春平は箸工場を、順平は魚屋食堂を継ぐことになる。

#### その他の人々
竹谷修（たけや おさむ）
演 - 渡辺正行
箸問屋「マルタケ」を営み、小浜観光協会の事務局長もつとめている。問屋の小僧時代に正太郎に世話になり、恩を感じていた。当初は修行をろくにしていなかった正典が塗箸家業を継ぐことに対し苦言を呈していた。小次郎とは犬猿の仲。知ったかぶりの性格。大阪の業者とも取引をしているために小浜と大阪を車で往復しており、和田家の面々は「定期便」と呼んでタクシー代わりに利用している。
なお、劇中、喜代美の初高座の日が決まったという話を聞いた竹谷が大学時代は落研だったと言って、正典に竹谷が大学へは行っていないことを突っ込まれる場面があるが、演じる渡辺は明治大学在学中は落研に入っていた。
堀田由美子
演 - 和田はるか
高島恵
演 - 中井飛香
北川沙織
演 - 村上佳子
3人とも喜代美の高校時代の同級生。高校の文化祭で三味線ライブに参加。順子を名字から「のぐっちゃん」と呼ぶ。清海の取り巻きであり、何かにつけて清海のことを褒め称えたため喜代美の劣等感の要因の一つになっていた。ただし本人達に悪気はなく喜代美の劣等感には気がついていなかった模様。
1996年の草々と喜代美の夫婦落語会の際にも顔を出したが、喜代美は「だめだったころの自分を思い出す」と相変わらず苦手にしていた。しかし、彼女たちから見れば「テレビによく出る有名人」であり「先に結婚した人生の先輩」である喜代美は尊敬の対象になっていた。

### 大阪の人々

#### 徒然亭一門
徒然亭草若（三代目）（つれづれてい そうじゃく）
演 - 渡瀬恒彦
徒然亭一門を率いる落語家。本名・吉田仁之助（よしだ じんのすけ）。2000年（平成12年）4月1日に他界。
かつて「上方落語界の四天王」と称されていたが、喜代美と出会う3年前の一門会の日、高座の直前に妻・志保の余命を知り動揺。高座に上がれなくなる。天狗座での公演に穴を開けたために天狗芸能会長の逆鱗に触れ、天狗芸能を追放された。喜代美と出会った当時は落語をしておらず、借金まみれで、酒浸りの日々を送っていた。ずっとそばに従っていた草々や戻ってきた弟子達に対してわざとそっけない態度をとったが、これは自分にこだわってくすぶるのを懸念してのこと。草々などの弟子達の熱意や喜代美を見ていくうちに落語への情熱が甦り、ついに落語家復帰を決意する。尚、草若は彼の代で三代目となる。
落語家復帰前は無精ひげを生やし、頭も白髪混じり、暖かい季節でもどてらを着用するなどさえない格好をしていたが、復帰後は髪を黒く染め、サスペンダーを愛用するなどビシッと決めている。面白いと思えばその場のノリで行動することがよくあり、内弟子修業中で恋愛御法度だった喜代美を草々絡みでからかって遊んだこともあった。情操教育を大事にしており、特に内弟子修業時代は本人の特徴に合った噺を教える傾向がある。また弟子に落語を引用して諭すことも多い。小草若が落語家を目指すことを心の底から喜んでいたものの、あくまでも師匠として厳しく指導したため、小草若が自信を失う原因になったが、それを悔やむと同時に「小草若に向いた芸がある」と気にかけていた。
1999年に病にかかる。医者からも手遅れと診断され、長年の夢であった「常打ち小屋」を建てようと決意。鞍馬会長に支援を頼み「徒然亭 師弟の会」で成功を収めたら考慮すると約束を取り付ける。しかし、「地獄八景亡者戯」の稽古中に病状が悪化、弟子達に地獄八景亡者戯をそれぞれに分けて話すように指示して皆を見送り、「草若弟子の会」の成功を見届けるかのように息を引き取った。
徒然亭草々（つれづれてい そうそう）
演 - 青木崇高/森田直幸（少年時代）
草若の二番弟子で、後に喜代美の夫となる。本名・青木一（あおき はじめ）。1963年（昭和38年）8月1日生まれ。
母を早くに亡くし、布団職人だった父を亡くしてからは親戚をたらい回しになっていた。中学生の時、京都の民宿で徒然亭一門と出会い、卒業後に入門。天涯孤独の身であり、草若は父親代わりでもある。そのため師匠思いで、草若の高座すっぽかし事件の後も、草若の下に唯一残った。巨体・強面・大食いで性格は粗暴かつ短気。ただし根は純情で優しいところがある。普段は食事の内容には無頓着だが、オムライスにはこだわりがあり、一番好きな食べ物は志保が作ったオムライス。またイカ串も好物で瓶ごと買うこともあるらしい。恐竜好きであり、同じく恐竜好きの正平とは仲が良い。
落語を愛し、落語に対しひたむきな情熱を捧げる落語バカ。一度聞いた噺を間や身振りを含めてすべて覚えてしまう天与の才を持ち、しかも複雑な身の上を察した草若が、唯一自分から請うて弟子にした人物である。柳眉・尊建と三人で「上方落語三国志」と称される実力派。寝床寄席の評判が高まった1995年以降は草若の芸を受け継ぐ正統派の落語家として注目されている（尊建は「コピー、ものまね」と苦言を呈している）。
初高座のお祝いに志保から買ってもらった一張羅は派手な開襟シャツにストライプの入った紺の上着と、そろいのパンツに素足に草履と、おおよそ堅気の若者に見えない、一種独特のもの。以前は天然パーマの髪型だったが、草若が落語家として注意するのを願いわざと伸ばしていたものであり、徒然亭再出発の際には草若の指摘を受け髪を切っている。父が作ったベージュ単色の地味な座布団を非常に大切にしており、高座にはいつもそれを用いる。
中学卒業直後に草若に弟子入りしたためか、落語以外の常識に疎いところがあり、コンパや五木ひろしの顔を知らなかったりする。小草若とは犬猿の仲で些細なことで喧嘩してしまうが、本心では小草若に草若の跡を継いで欲しいと思っていた。鈍感なところがあり、奥手な面を持つ。一時は清海と両思いとなったこともあったが、清海が東京行きを決意したことにより破局。その後、尊建を殴った小草若をかばったために草若から破門にされた時、単身迎えに来たことがきっかけとなり、喜代美に惹かれるようになっていく。1996年1月1日に喜代美へプロポーズし、1996年1月3日に結婚式を挙げたが、同居後すれ違いから入籍しなかった。その後順子に接する喜代美を見て思い直し、小浜市役所に婚姻届を提出して正式に夫婦となった。和田家の者とは結婚前から良好な関係を築いており、糸子と正典（元は正太郎）の言葉にも強い影響を受けている。
なお芸名は初高座前まで決まらず、草若が「そうそう」と話しかけた時に命名された。
徒然亭草原（つれづれてい そうげん）
演 - 桂吉弥
草若の一番弟子。本名・原田優夫（はらだ まさお）。芸名もそれに因んでいる。1953年（昭和28年）生まれ。18歳で草若に入門。
落語に対する知識や思いは人一倍。三味線や太鼓などのお囃子もできる ので草々は草若の次に草原を尊敬しているが、上がり症で肝心なところで噛んでしまうため、全く客の笑いが取れずにいた。
草若が高座をすっぽかした事件後落語家をやめ、ディスカウントショップ「おとくやん」でハンドミキサーなど家電機器の実演販売の仕事をして妻と息子を養っていたものの、人前で話すことが苦手なため上手く行かず、昔のことを思い出して悩んでもいた。喜代美に説得され、妻の言葉などに後押しされる形で落語家に復帰する。復帰後は一番弟子であることから草若一門のまとめ役となる。なお、復帰直後は小梅から三味線の指導を受けた。
筆頭弟子として、弟妹弟子への面倒見がとても良い。5回目の寝床の寄席では（最後には噛んだが）終始噛まずに「天災」で客を笑わせ、喜代美などの妹弟子や弟弟子の面倒を見てきたことによって才能が花開いたと草若に認められた。1999年の時点では落語教室を開き、自らの学識と面倒見の良さを活かして忙しい日々を送っている。2007年に、長年の功績を認められ、大阪府から賞を受賞した。
落語家を志すにあたっては、70年代、フォークを標榜する憧れの従兄弟が就職に際して態度を改めたことにショックを受けたのが影響したらしい。妻の緑とは草若の落語会を見た緑のアンケートに答えていったことが発端で付き合うように。新人が対象の落語コンクールを突破したらプロポーズすると決めていたが、入門10年目（知り合ってから8年目）のコンクールにも落選。プロポーズを諦めていたのを見かねた草若に説得され、結婚した。結婚や落語家復帰の経緯などから妻を深く愛しており、妻の内助の功を思い出して泣くことが多々ある。そのたびに徒然亭一門や磯七をあきれさせている。
徒然亭小草若→徒然亭草若（四代目）（つれづれてい こそうじゃく→ つれづれてい そうじゃく）
演 - 茂山宗彦/榎田貴斗（少年時代）/森川翔太（4歳）
草若の実の息子で、三番弟子。本名吉田仁志（よしだ ひとし）。1964年（昭和39年）生まれ。
草々の弟弟子だが入門日は草々とは一日違い。芸名はいつか「小さい」という字が取れるようにと願いを込めて付けられた。登場初期は1989年の草若の「徒然亭一門会すっぽかし事件」以降、一門でただ一人天狗芸能に残り、喜代美と出会ったころは関西で多くのレギュラーを抱える売れっ子芸人として活躍していた。しかし、1995年の時点では世間一般の人気に陰りが見え、番組降板が相次ぎ、かつてのアシスタントや鞍馬に冷たくあしらわれるなどの悲哀を味わっている。
草若が女の元へ行って高座をすっぽかしたと思いこみ、それが一門の離散や母・志保の死期を早めた要因となったとして草若を憎んでいたが、菊江から真相を知らされて草若への誤解が解け和解する。
タレント活動の時は「底抜けに○○やがな〜!」という持ちネタを使用する。このネタは志保の初七日の法要の時に正座して痺れて転び、思わず「底抜けに痺れましたがな〜!」と言ったことがきっかけで生まれた。尚、これを見た草若は小草若に向いたギャグだと考えた上で流行ることを予見している。
肝心の落語は1992年時点では「寿限無」しかできず、若狭の家族の前でその腕前を披露し、あきられてしまう一面も。1995年時点でも入門15年を経て「子ほめ」と「時うどん」を加えた3つにしか増えておらず、2年半で5本の若狭に大きく差をつけられていた。亡き草若の名前のプレッシャーから寝床寄席をすっぽかして一門の前から姿を消し、一時は落語を廃業することを考えていたが、立ち寄った小浜で落語家としての自分の原点を思い出し「草若」の名を継ぐ決心を固める。最終回で四代目として草若の名を襲名し鞍馬を感動させた。清海とは「ひぐらし亭」のスポンサーであり、自身を立ち直らせた機会を与えてくれたということで後にいい関係になったが、なかなか結婚までは踏み出せない模様。
父を喜ばすため、弟子入りを申し出ると決めていた日の一日前に草々が入門。目論見が外れたことが面白くなく、出会ったその日に喧嘩を仕掛けて以来、草々とは仲が悪い。「草々兄さん」と呼ばずに呼び捨てにしている。入門、初高座などでいつも草々に先を越されたため、草々に対してコンプレックスを抱き、落語バカぶりも気に入っていない。しかし、心の底では草々と出会ったことを喜んでもいる。
友春同様、初対面の時に喜代美に暴言を吐き、かばんで殴られたことで一目惚れした。その友春とは仲が悪い。照れ屋で恋愛に関しては不器用なところがある。喜代美が草々のことが好きだと知った後も好意は変わらず、周囲が高座名の「若狭」と呼ぶようになっても「喜代美ちゃん」と呼んでいた。喜代美と同様に妄想癖があり、喜代美とのことをあれこれ妄想して口に出しては草原と四草をしばしば呆れさせていた。
なお、「底抜けに○○やがな〜!」という時に使用するポーズは演じる茂山が考案した。茂山の祖父からも「作るからにははやらせるように」と指示され、2パターン考案。小浜のホテルのロビーでスタッフに初披露されたという。茂山は本業である狂言の舞台でも新作の演目で「底抜けに～」というセリフを取り入れており、年末年始にNHKの公式サイトで披露された対談でそのことを知った桂吉弥は驚いていた。茂山によると脚本にはポーズについての具体的な指示はなく、「奇妙なジェスチャー」としか書かれていなかったそうである。
徒然亭四草（つれづれてい しいそう）
演 - 加藤虎ノ介
草若の四番弟子。四草という名もそのことに因んでいる。本名・倉沢忍（くらさわ しのぶ）。1962年（昭和37年）4月4日生まれであり、草々より年上。
シニカルで口が悪い。（草々曰く）「算段の平兵衛」のように狡猾ではあるが、どこか憎めない性格。賭け事好きで、なにかと賭け事のネタにしようとし、勝つためには手段を選ばない向きもある。ただし賭けの対象はうどんやそばなど少額のもの。常にクールに振舞い、女性にはよくもて、口説きのテクニックにも長けている。徒然亭門下では抜きん出て洞察力に長けている。実は後述する平兵衛との出会いにもあるとおり、情に厚いところもあるのだが、照れくささもあるからかそれを表に出すことをあまり好んではいない模様。
商社に勤めたが周りとまったく馴染めず退職。1986年、24歳の時に天狗座で草若の演じる「算段の平兵衛」を見て感動し、平兵衛のような男になりたいと思い、「算段の平兵衛」を覚えるために弟子入りを希望。しばらく草若につきまとった。草若は四草の性格と年齢からトラブルが起きることを懸念して断ろうとしたが、「天狗芸能よりも落語家の方がすごい」という言葉を聞いて「おもろい奴」だと思い直し、入門を認めることにした。そしてある時、草若が高座で「算段の平兵衛」をかけた後、四草に対して「（稽古をつけてやったので）やってみい」と言い、入門許可の意思を示した。草若が懸念した通り、当初は兄弟子達とのトラブルが絶えなかったが、後述の平兵衛との一件がきっかけで彼らとも打ち解けた。
草若の高座すっぽかし事件の後は落語家をやめ、天狗座近くの中国料理店「延陽伯」に住み込みで働いていた。だが、草若や落語に対する思いを忘れられず、天狗座への出前は積極的に引き受け、こっそり落語を聞いて稽古をしていた。落語家復帰を決意した草原に促され、自分も落語家復帰を決意する。寝床寄席の評判が高まった1995年の時点では、若い女性から人気がある。1999年の時点では実力をつけ、天狗座でしばしば高座を務めるまでに成長している。最終回では、突然女性に四草の子だとして押し付けられた子供の面倒を見るようになる。
ペットとして平兵衛という名の九官鳥（声 - 加藤虎ノ介）を飼っている。これは元々怪我して草若邸の庭で倒れていた。この九官鳥が生きるか死ぬかを草若と賭け、賭けに勝利するためなどの理由で一生懸命世話して元気にさせ、草若に負けを認めさせて自分のものにしたという経緯がある。
いわゆる妾の子で名家の父親には会った事がなく、母親も四草の父親から一生暮らすのに困らないだけの額の金を受け取って男遊びに励むという複雑な家庭で育った為に冷めた性格になった。また草若の弟子の中では唯一の大卒である。
吉田志保（よしだ しほ）
演 - 藤吉久美子
草若の亡き妻で小草若の母。1989年に他界。その関係で回想シーンや写真での登場がほとんどであるが、後述するエピソードから大きな存在感を見せている。作中では語られないが「下座人情」などの著作が草若邸の書棚に並んでおり、生前は落語に関する作家、あるいは記者として活躍していた模様。
生前は囃子方を務めており、草若の高座のはめものをほとんど行なっていた。正太郎がいつも聞いていたテープの三味線も彼女の演奏である。不器用で、家事や三味線も習得には人の何倍も時間がかかった。喜代美が「辻占茶屋」で下座を担当することになった時、へこたれそうになった喜代美に対して草若が「不器用でええやないかい」と言ったのは志保のことが頭にあったからである。
好きな花はタンポポとかすみ草で、死後、草若は墓前にしばしばかすみ草を供えていた。また、草若たちから見て志保は「タンポポのような人」、草若と草々は今も仏壇にタンポポを供えており、喜代美が草若と出会った時、草若は志保を思ってタンポポを見ていた。
草々にとっては母親代わりでもあり、草々は初高座のお祝いに志保から買ってもらった一張羅をサイズが合わなくなった今でも大切に着ている。草々だけではなく他の弟子からも慕われており、喜代美が志保のかんざしを初めてさした時には誰がかんざしをさしてやるかをめぐり、4人の兄弟子の間でちょっとした争いが起きた。以後、喜代美は高座では志保の形見のかんざしをしている。また、喜代美が結婚式の際に着た白無垢も志保が使用した物である。
木曽山勇助/徒然亭小草々（きそやま ゆうすけ/つれづれてい こそうそう）
演 - 辻本祐樹
草々の一番弟子。
1999年に草々に憧れ、弟子入りを志願。草々が自分が未熟だと思い込んでいたため何度も断られたが、翌年弟子入りを認められる。落語研究会出身であり、話せるネタだけでも喜代美や小草若を優に超えている。自分の名前が入っている「鉄砲勇助」を好む。眼鏡をかけ髪を茶色に染めており、高座の際には眼鏡を外している。
一見すれば家事などソツなくこなす優等生だが、素顔は「鉄砲勇助」の登場人物・千三屋の如き筋金入りの嘘つきで（本人曰く、父親が「嘘つきの師匠」とのこと。）、ばれるかどうかのギリギリのラインで嘘をつく事を楽しむ嗜好の持ち主。落語家になるために落語家になることに反対している両親を死んだことにしたことで草々の怒りを買い破門を宣告されるが、喜代美が庇ったことで事なきを得て、草々に諭され両親を説得し、草々に認められる。
初高座は磯七が設けた散髪屋組合の落語会。当初はそのことに不満を感じ、わざと下手な演技をして出席しないように仕向けていたが、真相を知った喜代美と草々に諭され、心を入れ替えて散髪屋組合の落語会に挑んだ。演目は「鉄砲勇助」。草々から与えられた芸名「小草々」は小草若の芸名の由来と似た理由で名づけられた。喜代美から正典の塗箸と間違えて手先の器用さだけで作ったと語った正平の塗箸を渡されるが、「小手先だけで落語をせずに、自分一人で落語をしている気にならないように」として戒めるために大切にするようになる。
後に弟弟子もでき色々と教えてはいるが、嘘をつく癖は相変わらずである。

#### 居酒屋「寝床」
熊五郎（くまごろう）
演 - 木村祐一
居酒屋「寝床」店主。初期は酒代のツケを貯める草若に頭を悩ませていた。フォークソングをこよなく愛し、店で自分のコンサートを開催するが、下手くそなので付き合わされる常連客や近所の人たちには不評。男女の機微には疎い。
1992年12月14日に行なわれた落語会で草若の「愛宕山」を聞いて以来、草若の芸を「同じエンターテーナー」として認め、徒然亭一門復興に力を貸すために寝床を落語会の会場として無償で提供していた。
なお劇中で熊五郎が歌う「寝床」は熊五郎自身の作詞作曲という設定になっているが、劇中の設定同様、演じる木村が共演者とともに撮影現場で即興で作った曲である。「寝床」はその後、BGMに採用され、熊五郎のテーマになっている。また店の提灯や暖簾にプリントされた「寝床」の毛筆文字も木村の直筆によるものをデザインしたものである。
草原が落語家復帰を決意したものの草若宅に上がるのをためらった際、向かいの「寝床」を見て「こんなところに飲み屋が出来てる」というセリフを口にすることから、「寝床」を開いたのは草若が高座に穴を開けた後と設定されている。
咲（さき）
演 - 田実陽子
居酒屋「寝床」のおかみ。夫・熊五郎を愛し、周りからは不評な熊五郎の歌にも感動するピュアさを持つ。正義感や義理人情も持ち合わせるしっかり者。男女問題では過去に暗い経験が多々あるようで、いわゆる「男性受けがよいタイプ」の女性には反感を持っている。
磯七（いそしち）
演 - 松尾貴史
居酒屋「寝床」の常連客。散髪屋「磯村屋」主人。落語の大ファンで、持っている知識を喜代美らに披露したくて仕方ない。徒然亭一門の没落を惜しみ、何かと援助する。23週で夫の看病をしていた姉が倒れたのを聞き、姉と過ごすために大阪を離れるが、「ひぐらし亭」初日舞台を聞きつけ大阪に一時帰省し、最終回で大阪に戻る。
なお、磯村屋の撮影には、実際の散髪屋が使用された。
菊江（きくえ）
演 - キムラ緑子
居酒屋「寝床」の常連客。仏壇屋主人。草若とは古くからのつきあいで、志保とは親友だった。草若が高座に穴を開けた真相も知っているため、小草若が草若を憎んでいることに心を痛めていた。志保との関係から小草若に母親代わりのように接する事もあり、小草若のことは本名の「仁志」と呼ぶ。
徳さん
演 - 鍋島浩
居酒屋「寝床」の常連客。ガラス屋。草若邸玄関の割れたガラスの交換にも来ていた。
お花
演 - 新海なつ
居酒屋「寝床」の常連客。駄菓子屋。熊五郎のフォークコンサートの時には耳栓を用意し、皆にも配っていた。

#### 天狗芸能
鞍馬太郎（くらま たろう）
演 - 竜雷太
天狗芸能会長。大阪に「天狗座」という大きなお笑いの劇場を持つ。1992年に古希を迎えたが、それでも東京に漫才専門の小屋を作ろうとするなど、精力的に働いている。甘党で和菓子に目がない。特に天狗の羽団扇を連想させる「やつで屋」の栗ようかんを好んでおり、徒然亭一門が頼み事をするときはよくお土産として持っていった。
関西の芸能界に大きな勢力を持ち、彼に睨まれる事は芸能界での死を意味する。天狗芸能主催の徒然亭一門会に穴を開け、彼の面目をつぶした形となった草若および徒然亭一門は、事実上、落語界を追放された形となっていた。
物言いは傲岸不遜。しかし、1995年夏には地道に評判を培っている「寝床寄席」に足を運び、外から暖かさを感じさせる視線を投げかけている。その千秋楽の後、傲岸な物言いながらも、同年末の天狗座での一門会開催を直々に持ちかけ、徒然亭一門の落語界復帰の道が開けた。徒然亭一門会は成功し、徒然亭一門の天狗芸能復帰を認めている。その後は徒然亭一門を後押しし、徒然亭一門を取り挙げたワイドショーでの喜代美の振舞いから喜代美のおもしろさに注目して喜代美をタレントとして売り出した。その後も「徒然亭 師弟の会」の成功や、四代目草若の襲名披露興行と引き換えに常打ち小屋建設を検討したり、「草若邸お別れ落語会」の盛況振りから常打ち小屋建設を暗に許可したりするなど、影で徒然亭一門を支えている。
万葉亭柳眉（まんようてい りゅうび）
演 - 桂よね吉
若手実力派の落語家。草々・尊建と三人で「上方落語三国志」と称されている。かつてのライバル草々の動向が気になり、「寝床寄席」の前身となった落語会にも尊建とともに足を運んでいる。尊建よりも落ち着いた性格だが、尊建が小草若に殴られた事情を知ってもなかなか草々の破門を解こうとしなかった草若を「くそ頑固親父!」と言って非難する一幕もあった。
古典にこだわり、「寝床」で尊建の創作落語を聞いていた喜代美に古典を演じるように勧めた。また師匠の柳宝同様着物姿でいることが多い。
土佐屋尊建（とさのや そんけん）
演 - 波岡一喜
若手実力派の落語家。草々・柳眉と三人で「上方落語三国志」と称されている。
没落した徒然亭一門をバカにする発言をすることがしばしばで、そのため草々からは「鼻毛」と呼ばれていた。だがこの悪口は元々天邪鬼な性格なせいもあり、草々と高座でやり合う機会を失わせてしまった草若を恨んでの行動で、本当は草々を好敵手として認めており、いつしか再び三人揃って競い合うことを願っていた。草々の破門騒動の際には柳眉と共に草若の元へ赴き、土下座をしてまで草々の破門を取り下げる様懇願した。
1995年には、人気を失いつつある小草若に代わり、番組レギュラーを勝ち取るなど、メディア露出を増やしている。落語を知らない客をも笑わせることにプライドを持っているため、「時うどん」などの一般にも知られた演目を得意としているが、1999年の時点では落語の間口を広げるために創作落語にも挑戦している。
服装は芸風を反映してか、ブルゾンなどラフな格好をしていることが多い。
万葉亭柳宝（まんようてい りゅうほう）
演 - 林家染丸
柳眉の師匠。草若・尊徳・漢五郎とともに「上方落語界の四天王」と称された。草々の結婚直後、草々に請われて「二人ぐせ（ににんぐせ）」を教える。落語は粋で、和服でいることが多い。穏やかな性格で草々破門事件の時は草若と尊徳の仲裁を買って出た。演じる染丸は劇中の落語指導も担当。
土佐屋尊徳（とさのや そんとく）
演 - 芝本正
尊建の師匠。草若・柳宝・漢五郎とともに「上方落語界の四天王」と称された実力派で、彼の「景清」を聞いた草々はショックを受けたほど。小草若が尊建を殴ったときには激怒し、徒然亭一門との間に緊張が走ったが、尊建の怪我が癒えると怒りも解け、小草若をかばった草々を破門した草若の心情を思いやる発言をし、暗に草々の破門を解くように働きかけた。服装はブレザーに蝶ネクタイをするなど、洋服を着ることが多い。
柳宝の弟子
演 - 林家染左、林家染吉
演じる染左・染吉は柳宝演じる染丸の弟子である。二人とも他にも別の端役で出演している。
烏山（からすやま）
演 - チョップリン西野
天狗芸能に復帰した徒然亭一門についたマネージャー。草若が高座に穴を空けた事件の前も徒然亭一門を担当していた。

#### その他の人々
緒方奈津子→和田奈津子（おがた なつこ→わだ なつこ）
演 - 原沙知絵
大阪在住のフリーライター。伝統工芸の取材で訪れた小浜で喜代美と出会い、それ以来喜代美にとって憧れの存在となる。しかしその華やかな姿とは裏腹に、日常生活では掃除や料理などの家事が苦手でそのためにふられた過去がある。部屋はゴミの山のように物が散乱している。家事の話題になると昔の苦い思い出がよみがえり、我を忘れて愚痴を述べ、自分の世界に入ってしまい、時には暴れることさえあった。「肉じゃが女」や「ボタン付け女」を目の敵にしている。
散らかった部屋を小次郎に宝の山だと気に入られて以来奈津子は小次郎を意識するようになり、小次郎と連絡を取り合っている他、ガラクタを小次郎のところへ送り、小次郎の着ていたアロハシャツを部屋に飾っていた。後に小次郎が奈津子の部屋に転がり込み、一緒に暮らし始める。同居してからは小次郎から「なっちゃん」と呼ばれている。家事も小次郎に任せていた。2002年に小次郎と結婚。
喜代美が大阪に来た当初は喜代美をアルバイトに雇い、悩む喜代美にアドバイスを送った。喜代美が入門してからは女流落語家は珍しいとして喜代美を取材している。最終的に本（題名は「徒然亭若狭・そのお母ちゃんへの軌跡」らしい）として出版されるが、全く売れず、小次郎が路上でたたき売る羽目になった。
原稿執筆時は大きなメガネにヘアバンド姿が多い。雑居ビルの一室を仕事場兼自宅としており、隣がスナック「アムール」で向かいが麻雀荘「隙間風」である（「スタジオパークからこんにちは」に演じる原が出演した際に語られた設定）。
原田緑（はらだ みどり）
演 - 押元奈緒子
草原の妻で草原より2歳年下。草原を本名の優夫から「まー君」と呼ぶ。旧姓佐々木。草原との馴れ初めは以下の通り。
大学時代は落語研究会に所属しており、草若の落語会をしばしば見に来ていた。緑が感想や質問をびっしりと書いたアンケートに草原が答えていく形で1973年、緑が18歳のころから草原との文通を始め、ある時「つる」をかけた草原が噛んだのを見て新しい演出だと勘違いして質問し、それがきっかけで交際に発展し、草原と同棲の後結婚した。
以上のような経緯で結婚したため、夫の良き理解者である。喜代美が草原に落語家復帰を働き掛けた時は、生活費を稼いでいた夫に感謝しつつも夫が仕事に疲れて落語への未練を捨てきれていなかったことを指摘し、落語家復帰を勧めた。
原田颯太（はらだ そうた）
演 - 中村大輝/河合紫雲（少年時代）
草原と緑の一人息子。草原の家に転がり込んだ草々の「崇徳院」の稽古を聞き落語に興味を持ち、「崇徳院」の一節（「瀬を早み〜」の部分）を覚えるようになる。この事が草原の落語家復帰を促す起因の一つとなっている。
最終週で再登場。大学に通う一方（日本文学を専攻）、落語の資料作りや草原の落語会の手伝いなどをしている。
音大の教授
演 - キダ・タロー（第8回）
喜代美の妄想の中で出演。三味線を弾く喜代美を褒め、スカウトした。
あわれの田中
演 - 徳井優（第17回）
そのあまりにも哀れな境遇を聞かされると誰もが借金を返さずにはいられないという大阪一の取り立て屋。その貧相な外見に草々も戦意を喪失してしまうほどの実力の持ち主だったが、喜代美と哀れ勝負をして負け、借金取りをやめる事を決意し金を取り立てずに帰る。
横山たかし・ひろし
演 - 本人役（第21回）
天狗座の舞台に本人役で出演。
五木ひろし
演 - 本人役
第28回、第74回（テレビ映像）、第77回（テレビ映像）、第91回 - 第95回、第97回、第139回 - 第140回
1973年12月31日の紅白歌合戦に出場し、「ふるさと」を歌う（当時の映像を使用）。出産を控え、陣痛を迎えた糸子が鯖江の病院のロビーにあったテレビでその様子を見ていた。
1992年秋、小浜の海岸で喜代美と順子に出会う。喜代美は糸子を呼びに行くので待っているように五木に頼み込んだが、糸子は喜代美の話を信用せず、さらに五木は仕事の都合で喜代美を待ちきれずに帰ってしまった。なお、喜代美を待っている間、順子はちゃっかりサイン（しかも魚屋食堂の名前入り）をもらっていた。
1995年12月31日の紅白歌合戦に出場（当時の映像を使用）。その様子を小浜の和田家の面々および大阪の寝床で徒然亭一門と寝床の常連が視聴した。
1996年春、小浜の和田家を訪れ、正典と糸子の夫婦喧嘩を知り、喜代美に草々と夫婦仲良くしている様子を見せればよいのではと助言。正典から塗箸を購入したとき代金を持っていなかったため、塗箸の代金を払いに和田家を訪れた時に夫婦落語会の話を聞き、出演を快諾するが夫婦落語会当日、渋滞に巻き込まれて落語会開始には間に合わなかった。落語会が終了したころに電話で「落語会には行けない」と喜代美に詫びるが、本当はこのときすでに和田家の前に来ており、五木が来るまでつなごうとした喜代美のために正典が「ふるさと」を熱唱したのがきっかけで盛り上がっていた様子を外から見て自分が今出てくるのは野暮ったいと判断し和田家を後にする。なお、五木は和田家の場所を最初に喜代美に会った時に順子から聞いていたのだった。
2002年春、小浜の塗箸イベントで小次郎の依頼によるシークレットゲストとして控えていたが、小草若の落語で盛り上がっていた様子を見て、ここで自分が出ていくのは野暮ったいと判断し会場を後にする。その後、小浜観光協会に挨拶に行った際に竹谷より勧められ、小次郎の顔を立てるために和田家へ訪れた。このとき初めて糸子に会うことができた。また「ふるさと」を1回歌ったにもかかわらず糸子より再び「ふるさと」をリクエストされ、それに応えた。
なお、劇中で五木が着た衣装は五木本人の希望で自前の物。二度目のゲスト出演も一度目にゲスト出演した後に本人が出演を申し出たために実現した。
ニュースキャスター
演 - 浅越ゴエ （ザ・プラン9） （第45回、第46回）
清海がお天気リポーターを担当する「ニュースwow」キャスター
上沼恵美子
演 - 本人役（第77回）
1995年12月31日の紅白歌合戦の司会を務める。本人役での登場で当時の映像を使用。
女性リポーター
演 - 水野麗奈（第82回）
朝のワイドショーで徒然亭一門をインタビューしたリポーター。以前、小草若の出ていたラジオ番組でアシスタントをしていたが、人気が落ち目の小草若への態度は冷たかった。本番では徒然亭一門に振り回されて散々な目に遭う。
ワイドショー司会者
演 - タージン（第82回（声のみ））
徒然亭一門をとりあげた朝のワイドショーの司会者。草若を筆頭に徒然亭一門が好き勝手に発言して番組が滅茶苦茶になったため、「個性派ぞろい」だと一生懸命フォローした。
天狗トリオ
演 - 安田大サーカス（第82回）
喜代美がテレビの仕事でインタビューした、天狗芸能に所属するお笑いトリオ。東京進出を図っている。
森脇健児
演 - 本人役（第83回）
喜代美がアシスタントを務めるラジオ番組のパーソナリティ。本人役での出演。
クイズ番組の司会者
演 - 笑福亭三喬（第83回）
喜代美が出演したクイズ番組の司会。
落語番組の司会者
演 - 桂文珍（第84回）
草々が出演した落語番組の司会。
木野鳩子（女将）
演 - 高野暢子（第94回 - 第96回）
糸子の母。落語「たちぎれ線香」の再現場面では糸子が演じた芸妓小糸の所属する置屋の女将を演じた。木野という苗字はその置屋の名前「紀ノ庄」にちなみ、名前は「いとこ（従兄弟・姉妹）」からの連想で「はとこ」になった。
鏡漢五郎（かがみ かんごろう）
演 - 芦屋小雁（第116回、第145回）
草若・柳宝・尊徳と共に「上方落語界の四天王」呼ばれた落語家。だが病気のため話すことができなくなり落語家を引退している。草若の死を知り、病身を押しながらも草若の葬式に出席した。普段はしゃべることが困難で何を言っているかわからないため、葬式では柳宝・尊徳が通訳となっていた。草若の残した宝くじが当選するかどうかには興味を示し、はずれだとわかった瞬間、落胆のあまり「はずれやがな」と大きな声ではっきりと喋った。また草若邸お別れ落語会にも顔を見せた。
鏡漢助（かがみ かんすけ）
演 - 宇佐美健（第20回、第116回、第145回）
漢五郎の弟子。落語会の手伝いに来た先輩芸人草々の処遇に困り、大入り袋にお金を入れて追い返す。その後、病身の漢五郎の補助で草若の葬儀や草若邸お別れの会にも顔を見せた。
喜代美の娘
演 - 桑島真里乃（二役）（第147回、第148回）
喜代美の妄想の中に出現。喜代美がひぐらし亭オープンの日に出たという話を聞いたり、小次郎のような格好をして自分は貧乏神だと騒いだりした。なお、喜代美は最終回で子供を出産するが、この時は性別不明。後述するスピンオフドラマ冒頭で草々の口から女子であることが明かされた。
女
演 - 池野クミ子（第151回）
突然「寝床」に現れ、四草に「あなたの子供です」と言って息子を押しつけて出ていった。演じる池野は福井の方言指導も担当。
四草の息子
演 - 大八木凱斗（第151回）
女が四草に押しつけた子供。「迷い込んだものはしゃあない」という理由で四草は何の疑問も抱かずに育て上げた。息子に対する四草の初めての言葉は「こいつは平兵衛や。（餌をあげるのを）やってみい」。
草々の弟子
演 - 上田康人、梅林亮太（第151回）
小草々の弟弟子。草々の高座を見て上田（役名不明）の方が演目を聞くと、小草々は「『天狗裁き』や」と答え、梅林（役名不明）の方が「『愛宕山』でしょう」と突っ込んだ。
萬時九郎
演 - 田村亮（外伝・まいご3兄弟）
滋賀県安曇川町（現・高島市）の扇骨職人。かつては呉服屋を営んでいたが、倒産し行き倒れになりかけたところを、扇骨職人であったちえ子の父に拾われて跡を継いだ。四草の本名と同じ「しのぶ」という生き別れの息子がおり、呉服屋が倒産し妻と息子を置いて故郷を去った事を今も悔やんでいる。三兄弟が九郎宅に宿泊した際、酒に酔って騒ぐ草原・小草若を沈めるために四草が延陽伯にお客として来た「しのぶ」から聞いた悲しい身の上話を披露したのを偶然聞いた九郎は、その身の上話がまさに生き別れた息子の境遇と合致していたため四草のことを実の息子だと勘違いして涙ながらに謝罪した。
伊原ちえ子
演 - 徳田尚美（外伝・まいご3兄弟）
九郎の妻。出戻りであることを苦にしているが、それを介せず優しく接する夫を深く愛している。

## スタッフ
- 作 - 藤本有紀[2]
- 音楽 - 佐橋俊彦[2]
- テーマ曲・ピアノ演奏 - 松下奈緒「The Wonder Years 〜あの素晴らしき歳月に〜」
- 演奏 - フェイス・ミュージック
  - サウンドトラック・ピアノ演奏 - 小形眞子
  - ギター演奏 - 千代正行、小堀浩
  - クラリネット演奏 - 山根公男
  - ハープ演奏 - 朝川朋之、田口裕子
  - ストリングス演奏 - 篠崎正嗣ストリングス、桑野聖ストリングス
- 語り - 上沼恵美子[2]
- 副音声解説 - 松田佑貴
- 撮影協力 - 福井県、福井県小浜市、滋賀県高島市（外伝・まいご3兄弟のみ）
- 落語指導 - 4代目林家染丸（万葉亭柳宝役を兼任）
- 若狭塗箸指導 - 羽田浩一
- 福井方言指導 - 池野クミ子
- 大阪方言指導 - 松寺千恵美
- 医事指導 - 西谷昌也、上田充治
- タイトル制作 - 小島淳二
- 扇骨製造指導 - 吹田政雄、大藤稔之（外伝・まいご3兄弟のみ）
- 制作統括 - 遠藤理史
- 制作 - 高橋練
- 美術 - 山内浩幹、深尾高行、小澤直行
- 音響効果 - 山田正幸、吉田尚矢、滝澤利和
- TD - 森本祐二、松本剛
- 撮影 - 黒川毅、加藤智也、友久恭子、江川治朗
- 音声 - 藤善雄、井上裕一、若島勲、榎木岳志
- 照明 - 青井紀子、細見幸作
- VE - 神戸大樹、備中正幸
- 編集 - 狩森ますみ
- 記録 - 藤澤加奈子、栗又三奈
- 演出 - 伊勢田雅也、勝田夏子、井上剛、菓子浩、三鬼一希、吉田努、櫻井壮一

## 落語・店名について
登場する落語家の屋号（亭号） は、日本古典文学の作品から命名されている。
| 落語家一門 | 古典文学               |
| ---------- | ---------------------- |
| 徒然亭     | 「徒然草」             |
| 万葉亭     | 「万葉集」             |
| 土佐屋     | 「土佐日記」           |
| 鏡         | 「大鏡」「吾妻鏡」など |

ドラマで登場する店の名にも、落語の演題や落語に登場する言葉が用いられている。
| 店の名前                           | 出典                 | 備考                                                                                       |
| ---------------------------------- | -------------------- | ------------------------------------------------------------------------------------------ |
| 居酒屋「寝床」                     | 落語「寝床」         | 「ドラマの演出と状況が符合する落語の演目」参照                                             |
| 理容店「磯村屋」                   | 落語「鯉船」など     | 落語では「町中の幇間」としての屋号                                                         |
| ディスカウントストア「おとくやん」 | 落語「崇徳院」       | 「崇徳院」の音をもじった駄洒落                                                             |
| 中国料理店「延陽伯」               | 落語「延陽伯」       | 「ドラマの演出と状況が符合する落語の演目」参照                                             |
| 甘味店「たらちね」                 | 江戸落語「たらちね」 | 店の壁にかかっているメニューが草書体で読みにくいのは「言葉が通じない」ことにちなんでいる。 |

## 劇中登場する落語の演目
（*）がついているものは劇中、出演者によって再現シーンが演じられた噺。
愛宕山（あたごやま）（*）
草若や和田家のテーマと言うべき噺。草若の十八番。
正太郎のテープに収録されていた演目であり、幼い喜代美は正太郎がこのテープを聞くのを見て落語に出会った。悲しい事があっても、この落語を聞くと不思議と元気になって笑う事が出来た。尚このテープは、草若が1968年（昭和43年）10月6日に小浜市民会館で行った独演会で演じた「愛宕山」を録音したもので、正太郎が正典が家業を継ぐ記念として草若に申し出てもらっていた。以後、正太郎はそのテープを大切にしていた。
正太郎の死に際にもこのテープを流していた他、正太郎の死を引きずる喜代美が糸子とかわらけ投げをした際、糸子がうっかり財布を投げるといったまさに一八さながらのドジを踏み喜代美が立ち直るなど和田家にとって重要な意味を持つ噺。
草若がこの演目を口ずさんだことがきっかけで喜代美と草若は出会うことになる。草若が落語家復帰を果たした際にもこの「愛宕山」を演じ、「愛宕山」のテープが正太郎の死に際に関わった和田家と草若復帰を望んでいた草々ら弟子達を涙させた。これを機に喜代美も落語家になることを決意。
最終週に引退を決意した若狭が正太郎の命日にひぐらし亭で掛けた演目でもあり、出産時には分娩室の外で草々が愛宕山を大声で掛け、このドラマの最後を飾った。
再現シーンでは糸子が幇間の一八、正典が旦那、小次郎と少女時代の喜代美が芸者を演じた。
なおステラの渡瀬恒彦のインタビューによると、渡瀬が染丸からこの噺を習った時、ひばりは「チュンチュン」と鳴いていたが、これは雀の鳴き声ではないかと渡瀬は考え、染丸とも話し合って鳴き声を「ピーチクパーチク」に変更している。しかし渡瀬は草若を演じていくにつれ、このことは落語にとってはどうでもよかったのではないかと考えるようになった。
くっしゃみ講釈
くしゃみをしながら愚痴を言う喜代美を見た草若は、喜代美の様子がこの噺に登場する講釈師に似ていると話した。
宿替え
草若の家の離れに喜代美が住むことになり、草々が「宿替え」を稽古している最中、壁にほうきをかけるために糸子が大きな釘を壁に打ち付けているのを見て、草々が「宿替え」に似ていると話した。なお、釘は「宿替え」同様隣りの草々の部屋にまでつきぬけてしまい、草々が釘を抜くと壁に大きな穴が開いてしまった。そのため喜代美の部屋にカレンダーをかけて穴を隠していた。後に壁は草々がプロポーズする時に破壊され、壁の穴は役目を終えた。
辻占茶屋（*）
第4週で取り上げられた噺。草若が一門会の高座に穴を開けた三年前、草々が代わりにトリを務めた際に「辻占茶屋」を演じたが、まだ稽古途中であった事と師匠不在の穴埋めをしようと必死であった事が裏目に出て、しどろもどろになる失態を犯した。以来、傷心の草々は高座に上がっていなかった。
柳眉演じる辻占茶屋を見た草々は、喜代美の励ましもあり、三年ぶりに高座に上がって「辻占茶屋」に再挑戦する事になり、学園祭準備で三味線をかじった喜代美が下座を担当することになった。本番では喜代美が緊張のあまりに「ゆかりの月」ではなく出囃子に使った「ふるさと」を弾くというハプニングがあったが草々がアドリブで乗り切り高座は無事終了した。これを機に喜代美は草々に恋心を抱くが、喜代美が恋の行方を占った辻占で目の前に清海が現われ「B子」と呼ばれ、さらに草々が清海と出会うことになってしまう。
1995年時点では喜代美の三味線はかなり上達しており、草々が辻占茶屋の練習をしている際には手伝いで下座をつとめ、草々を感心させた。天狗座の一門会で草々はこの噺をかけ、かつての失敗を取り返した。後に木曽山勇助がこの高座を見ていたことが判明し、勇助がこの噺を稽古する時に思い出話に花が咲いた。
再現シーンでは小次郎が鍛冶屋の「源太」、糸子が芸者の「梅乃」、正典が源太に入れ知恵する男を演じた。なお、喜代美が本来歌うはずだった「ゆかりの月」に登場する「源太さん」とは、歌舞伎「夕霧名残の正月」などに登場する梶原源太景季のことである。
次の御用日
第5週で取り上げられた噺。喜代美、草々、そして清海を巡る恋模様を表すために用いられた。
草々が草若に入門したばかりのころ、まだ15歳くらいだった草々はこの噺を聞き、「次の御用日」に出てくる「とおやん」（＝大阪・船場言葉で「お嬢さん」）はかわいそうだと言って涙ぐんだ。それ以来、草々にとって女の子はかよわく守ってあげなければならない存在になった。草々が清海に恋したのも清海に「とおやん」を重ねていたため。草々は清海が自身を恋愛対象として見ていないことを知り、そのショックで高座に上がれなくなってしまう状態が続いていた。
老人ホームで行なわれる落語会に出演するための稽古で草々がまだ清海を思い続けていることを悟り、喜代美は「聞いとられません」と言い、正太郎の命日に託けて小浜に帰省してしまう。だが当の草々は出来が酷かったものと勘違いし、稽古をした後に小浜まで喜代美を追いかけ、半ば強引に自分の腕前を見せつけた。喜代美は草々の落語バカなところが好きなことを再認識するのであった。
再現シーンはなかったものの、草々が「とおやん」とダブらせて一目惚れをした清海が、大学のサークルの先輩である「藤吉」（ふじよし）という男に付きまとわれるシーンがある。この男の名は、落語に出てくる「天王寺屋藤吉」（とうきち）をヒントにしている。
寿限無
小草若が1992年当時唯一覚えていた噺。小草若と草々が入門して最初に覚えた噺である。
小草若の「寿限無」は寿限無の長い名前をただ述べるだけの独善的な芸で面白くなく、第5週では生活が困窮していたために些細なことでいがみあう和田家を白けさせ正典と小次郎の喧嘩を引き起こす要因となっている。だが糸子は本気で小草若の「寿限無」を面白いと思っており、徒然亭一門が再結集して行なわれた落語会の直前に大阪に出て来た時もそう語っている。
崇徳院（*）
第6週で取り上げられた噺。草々の台詞にもある通り、崇徳院が詠んだ歌が草若の弟子達の心情を表すキーポイントとなっている。
小浜から戻ってきた草々が練習していた演目。草々がこの演目の稽古をしたことが結果的に草原と四草が草若の下に戻るきっかけとなっている。四草は「崇徳院」の主人公に四草が似ているという理由で「崇徳院」の稽古をつけてくれた草若を忘れることができずペットの九官鳥の平兵衛がすっかり覚える程に「崇徳院」の稽古を続けていた。寝床で開いた一回目の落語会では草原の鶴の一言で四草が「崇徳院」を演じることになった。
再現シーンでは若旦那の「作治郎」を草々、作治郎がひとめぼれしたお嬢さんを清海、「熊五郎」を喜代美が演じ、はからずも三人の恋模様を表現した形となった。
算段の平兵衛（*）
四草がこだわる落語の噺。狡猾で頭が回り、人を騙しては金を巻き上げる平兵衛という男が主役。四草は草若が演じる「算段の平兵衛」に感動し、平兵衛のような男になりたいと考えて入門を決意した。以後、四草は「算段の平兵衛」にこだわったが、草若は「算段の平兵衛」の稽古をつけようとはしなかった。我慢ができなくなった四草は寝床落語会において師匠の草若に断り無く「算段の平兵衛」を勝手にかけ大失敗している。それから半年後に四草が「算段の平兵衛」を正式に教わり、四草の十八番となる。
再現シーンでは小次郎が平兵衛を演じた。
時うどん
四草によって草々が尊建の天狗座へ出前に行かせられた時に尊建がかけていた噺。尊建は柳眉の演じた「辻占茶屋」を見て草々（と喜代美）に対して、こんなマニアックな噺ではなく、自分ならこの時うどんのようにもっと有名な噺で客に落語のすごさを分からせてやると豪語していており、豪語したとおりに客を沸かせ、それを見た草々はショックを受ける。
尊建役の波岡一喜は、「時うどん」のけいこに100時間以上費やしたと自身のブログで述べている。
一人酒盛り
三年ぶりに草若の元に戻る決心をしたものの、敷居が高かったために三年前は開業していなかった寝床に入り、そこで酒に酔った草原が披露した噺。これを聞いた磯七は懐かしがったが、例によって草原は噛んでしまい、噛むのも懐かしい、とさらに懐かしがった。
寝床
喜代美が弟子入りを申し出て断られた直後に草原が稽古していた噺。草若は草原の落語を聞きながらいきなり横になってしまい、脇で見ていた喜代美を困惑させた。
掛け取り
草若に弟子入りを断られた喜代美が奈津子のアドバイスで視野を広げようと、天狗座へ出前に行った時に鏡小助（演じていたのは林家染雀）という落語家がかけていた噺。喜代美は奈津子からもらった落語事典も使って独学で落語を勉強したが、勉強するにつれて草若に弟子入りしたいという気持ちが強くなっていった。
後に正典の口ぞえで入門を許された喜代美が1992年の年の瀬に草々と一緒に銭湯に行った時、師走を扱った噺として草々が喜代美にこの噺の冒頭部分を聞かせた。
東の旅発端
居酒屋「寝床」を訪れた清海に対し、「喜六と清八が登場する落語」の一例として草々が挙げ、草原が冒頭の一節をしゃべった。なお、これ以外にも喜六と清八の登場する噺として、草原が「時うどん」四草が「船弁慶」の例を挙げている。
「東の旅」とは、喜六と清八の二人が大坂を出て、暗越奈良街道・伊賀街道経由で伊勢神宮に参詣し、東海道・三十石船 で大坂に戻る長編の上方落語で、現在では約10席の独立した噺として高座にかけられている（これ以外に、今では話し手のいなくなった噺も多数ある）。「発端」は文字通りその第1章にあたる。
喜代美と清海も後に和解し、一緒に旅行に行くような仲になった。
ちりとてちん（*）
喜代美が初めて草若から教わった噺で第9週後半と第10週で取り上げられ、ドラマのタイトルにもなっている。
初心者が演じるのは難しく、喜代美の腕で「ちりとてちん」で客を笑わすことはできないことを承知の上だが、草若がこの稽古を喜代美につけた理由は「喜代美に向いている噺」であると喜代美に語っている。
第9週では初高座での緊張のあまり間違えて「腐った豆腐」と先に正体を暴露してしまったことに落ち込み、第10週の寝床寄席でこの演目の再演に際して、奇妙な食べ物の例として母・糸子が「へしこ丁稚羊羹」を作った話を落語の枕として披露し、観客の爆笑を誘った。
再現シーンでは竹をはめる旦さんを小次郎、「喜ぃさん」を劇中で喜六とも呼ばれている喜代美、「知ったかぶりの竹」をこれまた知ったかぶりの竹谷が演じた。
景清（*）
喜代美が「ちりとてちん」を教わっていたころに草々が取り組んでいた噺。第10週では、「ちりとてちん」と併せて、直接的に、また、喜代美が立派な落語家になって欲しいと願う糸子の「地蔵お百度参り」など、間接的にもテーマとしてその場面が多く取り入れられている。
草々が寝床での寄席で「景清」を演じるのを見て事で感動したことで清海は草々に好意を抱くようになり、その後二人の仲は急速に進展していくようになる。なお草々は尊徳の「景清」を聞いてショックを受けたが、その帰り道で事件が起きる。
再現シーンでは「定次郎」を草々、「甚兵衛」を磯七、定次郎の母を菊江が演じ、定次郎に景清の目を貸し与える観音様の声を糸子が演じた。
天災（*）
喜代美が2番目に覚えた噺で、第11週で取り上げられた噺。喜代美と清海の関係および順子のモットーのモチーフとなった噺。この噺をモチーフとした台詞は第1週から登場し、第11週の伏線となっている。また第11週ではこれと並行して草原の成長も描かれた。
再現シーンでは「気の短い男」を喜代美、心学者の「紅羅坊奈丸（べにらぼう・なまる）」を正典が演じた。この2人は第11週でそれぞれ「天災」と言うべき災難（清海と草々の恋愛、秀臣による合併話）を抱えていた。
鴻池の犬（*）
第12週で取り上げられた噺。草々が徒然亭一門と出会った時に草原が演じた噺で草々入門のきっかけとなった噺でもある。草々と小草若の関係もこの噺がモチーフとなっている。草々と出会った時に草若が演じた噺は「つる」。
1995年より16年前の1979年ごろ、父の作った座布団目当てで徒然亭一門の落語会に足を運んでいた草々が、たった一回、草原の噺を聞いただけだったというのに「鴻池の犬」を完璧に覚えたことで草若に才能を見出された。
後に一門の天狗芸能復帰をかけた天狗座での一門会で小草若が草原から譲られてこの噺をかけたが、やっぱり小草若の落語は下手だった。なお、このシーンを演じた時に茂山は同じ伝統芸能に携わる身として失礼のないようにと思い、一生懸命稽古して臨んだが、それが仇となって設定よりもうまくなってしまい、本番で一度NGになってしまった。
再現シーンではクロの声を草々、生き別れになったクロの弟の声を小草若、クロの手下の平野町の犬の声を喜代美が演じた。
二人ぐせ（ににんぐせ）（*）
第15週で取り上げられた噺。新婚の草々が柳宝から教わった噺で結婚直後の喜代美と草々のすれ違いのモチーフになった。また一門とは別の落語家から噺を教わることで落語が共有財産であることも描かれている。
家計が苦しいためにすぐに「やっていけるんやろうか」と愚痴るようになった喜代美に対して草々が「勝手にせい」と怒鳴ることが多くなり、一度言い争いになったため、草々の発案で「二人ぐせ」よろしく罰金をとることになった。喜代美が「やっていけるんやろうか」と言ったら喜代美が100円払い、草々が「勝手にせい」と言ったら草々が100円払い、罰金は貯金することにした。その後、二人が口癖を言うたびに罰金が取られ、貯金はイカ串のビンの半分くらいまでたまった。草々がこの噺を演じた落語番組のトークコーナーに出演した喜代美がトークネタにして観客の笑いを誘っている。
再現シーンでは喜代美が「飲める男」、草々が「つまらん男」を演じた。
胴乱の幸助（*）
第16週で取り上げられた噺。幸助の設定の元になった噺であり、そのことを草々が言及する。
再現シーンでは幸助が「小林幸助」を演じた。
たちぎれ線香（*）
第17週で取り上げられた噺。糸子と正典を仲直りさせるために開いた喜代美と草々による夫婦落語会で草々がこの噺を演じた。草々がこの噺を選んだ理由は至極単純で、どの演目を演じるか悩んだ末に小次郎が仏壇に線香をあげるところを見たことによる。にもかかわらず、偶然にも糸子と正典の馴れ初めはこの噺に似ていたために二人は昔の事を思い出し、夫婦落語会の目的は達成された。なお、正平がこの噺の落ちが理解できなかったシーンが挿入され、古典落語を昔とは風俗や習慣が変わってしまった現代で演じる難しさも描かれている。
再現シーンでは糸子が芸者「小糸」、正典が若旦那、糸子の母・鳩子が置屋の女将を演じた。
饅頭こわい（*）
第18週で取り上げられた噺。この噺を高座にかけた喜代美は枕が受けるのに本題の噺が受けないことに気づき、その理由と対策を兄弟子達に順に相談した。それと並行して小浜で草若が弟子達の思い出話を糸子に語っており、その思い出話でもこの噺が登場する。
再現シーンでは喜代美が「光太郎」を、奈津子・順子・咲・緑が男衆を演じた。この噺の登場人物はすべて男性だが、再現シーンで登場人物を演じるのがすべて女性なので違和感が生じており、直後の草々や緑のセリフを入れることにより、女性である喜代美が古典落語を演じる難しさを表現している。
地獄八景亡者戯（じごくばっけいもうじゃのたわむれ）（*）
第19週と第20週で取り上げられた噺。死期を悟った草若が最後に取り組んだ噺である。
再現シーンでは「喜ぃさん」を喜代美、ご隠居を磯七、地獄巡りにやってきた若旦那を友春、幇間を草原が演じた。大ネタであることから公式サイトでは前編と後編に分けて紹介された。
七段目
第19週などに登場。尊健の創作落語を聞きに来た喜代美に対して柳眉は古典落語をやれと勧めるが、その時に演じようとした噺。柳眉は第25週の「草若邸お別れ落語会」でも、この噺をかけている。
くやみ
第21週に少しだけ登場。草若の葬式で柳宝が演じようとした噺。上方落語四天王のうち誰か一人が死んだら、仏前で必ずこのネタをやりみんなを笑わそうと約束していたが、柳宝は本当に泣き出してしまったため失敗に終わった。それを見た熊五郎は「落語のネタやったんかいな」とつぶやく。
鉄砲勇助（*）
第21週で取り上げられた噺。勇助が自分の名前が入っているという理由で一番好きな落語と語った演目でもある。
再現シーンでは「千三屋」を勇助、その千三屋の友人を四草、鉄砲勇助の子供を喜代美が演じた。再現シーンは鉄砲勇助が戻る前に終わってしまったため、鉄砲勇助自身は登場しなかった。
はてなの茶碗（*）
第22週-第24週で取り上げられた噺。秀臣が正平の作った塗箸を見て「あの時と一緒だ」と意味深な言葉を残したのを聞いた小次郎が正平の塗箸に値打ちがあると合点して京都で儲けようとしたのを見て、喜代美がこの展開に似た噺の説明をする。小草若は草々が手を付けていないからという理由で、この噺を寄席で演じた草原に教えを請うた。この噺は「底抜けに〜」のネタを混ぜた小草若の十八番になった。
再現シーンでは「金兵衛」を秀臣、油屋を喜代美、番頭を草原、鴻池善右衛門を正典が演じた。

## ドラマの演出と状況が符合する落語の演目
以下の内容はステラ 2008年5月9日号より。
桃太郎
正平の性格はこの噺に登場する、桃太郎の話をする父親を理詰めでやりこめるませた息子がモデル。また正平の口癖「他愛ないのう」はこの噺の落ちのセリフ「いまどきの親は罪がないわ」が元ネタ。
天災
野口順子の性格はこの噺に登場する紅羅坊奈丸（べにらぼう・なまる）がモデル。よって小学生の時に順子が喜代美に語った「あんたが和田喜代美なんも、この町に住むことになったんも、おんなじクラスに和田清海がおんなるんも、全部、隕石とおんなじや。天から降った災い、天災や。そう思うて諦めなはれ」という言葉の出典もこの噺から。月日が経ち、1993年の夏、大人になった順子は友春とともに夜中に草々が清海の部屋にいるところにでくわし、さらに清海との会話から清海が鈍感なことを知った。翌日内弟子修行中の喜代美に対して順子は清海のことを「何があっても天災、天から降った災いや思て、乗り越えや」とほぼ同じ言葉で忠告する。
愛宕山
正太郎の死を嘆き笑顔を失った喜代美がかわらけ投げをしたいと言い出し、糸子は喜代美と一緒にかわらけ投げをする。その際糸子はかわらけと財布を一緒に持っていたため財布を間違えて投げてしまう。糸子は取りに行こうとしたが喜代美が危ないと引き留めた。この様子を見て喜代美は「『愛宕山』の一八と同じだ」と笑顔を取り戻した。
ちりとてちん
糸子の創作料理「へしこ丁稚羊羹」は大失敗作。しかしこれに小次郎が目を付け、唐辛子などをかけてさらに味を酷くした物を「京都の土産」と偽り、京都通を自称する竹谷に食べさせようと画策する。ところが、知ったかぶりの竹谷がこれを食べようとした寸前、何も事情を知らない奈津子が先に食べて気分が悪くなってしまった。
宿替え
草若の家に喜代美が住むようになった際糸子が壁に箒をかける釘を打とうとしたが、大きい釘を刺したため壁を突き抜けてしまった。隣の部屋にすんでいた草々は当然激怒したが、糸子は「大は小を兼ねる」と言ってさらに怒らせた。その釘を草々が抜こうとしたが、逆から引っ張ったため壁ごと抜いて大きな穴を開けてしまった。穴は喜代美のカレンダーで隠すことになったが、その後この穴を草々と喜代美の間で会話をしたり物の受け渡しに使ったりしていた。後に穴のあいた壁は草々がプロポーズする際に破壊された。
掛け取り
カレーうどんの代金を請求に来た「寝床」の熊五郎を追い返そうと、草若は自ら死んだ振りをして喜代美に応対させる。真に受けた熊五郎が手持ちのお金を香典として喜代美に渡したが、いくら何でもそれは受け取れないと喜代美は断る。押し問答を布団の中で聞いていた草若、たまらず顔に被せた白布を取って「もろときなはれ」。熊五郎は腰を抜かしてしまった。
また、サラ金「掛取ローン」から派遣された取立屋のあわれの田中を喜代美が追い返す部分は、この噺の構造を流用した物。当然のことながら「掛取ローン」の名もこの噺にちなんでいる。
辻占茶屋
草々が思い詰めた様子で橋の上から川を見ている。喜代美はその状況を遠くから見ていたら突然大きな水音がした。草々が川に飛び込んだと思いあわてて喜代美が駆けつけるが、実は草々が川に大きな石を投げ込んだだけだった。
胴乱の幸助
喧嘩の仲裁が好きな魚屋食堂主人・幸助の前で、糸子が喜代美と結託してケンカを演じて焼きサバをせしめようと目論む。
延陽伯
落語に登場する新妻「延陽伯」は漢文調の言葉しかしゃべれない。四草がアルバイトしていた中華料理店「延陽伯」の店員は中国人ばかりで言葉が通じない。
寝床
フォークソングを愛する熊五郎。店で自分のコンサートを開こうとしたが、下手な歌を延々と聴かされるほうはたまらない。磯七は散髪屋同士の会合があるから、菊江は今朝から蝋燭の発注が殺到していて忙しい、と適当な理由をつけて、告知に来た喜代美に断りを入れる。本当の理由を悟った熊五郎夫婦はこれに激怒、店のメニューを法外な料金に値上げしてしまう。客たちはその夜泣く泣く店に集まって、内緒で耳栓をしながら熊五郎に付き合ったのであった。
値上げした「寝床」店内に「昼定食 28,000円」の値札があるが、この値段は芝居噺のマクラにてしばしば歌舞伎の一等席チケット代、ないしはより一般に高い入場料の値段として引き合いに出される。
景清
糸子が喜代美の落語の上達を願い、近所の地蔵に百日参りをした。満願の百日目がちょうど喜代美の二度目の高座の日であった。舞台に上がった喜代美は初高座の時と同じく緊張して固まってしまうが、ちょうどその時雷鳴が轟いて客席がざわめき、喜代美の緊張がとけて「ちりとてちん」の項目で述べた「へしこ丁稚羊羹」の話を枕にして波に乗り、最後まで高座をやり通すことが出来た。雷鳴の演出の時には、糸子が願をかけていた地蔵と、糸子が小浜で作っている最中のへしこの目が画面に映された。
船弁慶
箸の注文の前金で正典、小次郎、幸助が芸者遊びをし、糸子と松江に見つかって怒られる。
二人ぐせ
家計が苦しいためにすぐに「やっていけるんやろうか」と愚痴るようになった喜代美に対して草々が「勝手にせい」と怒鳴ることが多くなり、一度言い争いになった。そのため、喜代美が「やっていけるんやろうか」と言ったら喜代美が100円払い、草々が「勝手にせい」と言ったら草々が100円払うことにした。なお貯金はイカ串の瓶の中に入れられ、草々からいったん正典に渡った後、最終的に「ひぐらし亭」建設資金に回された。
たちぎれ線香
同い年の正典と糸子は20歳の時に知り合い、遠距離恋愛をするようになった。糸子の母が病気で倒れ、借金取りが押し掛けたことで糸子は不安な日々を送り、一度でいいから会いたいと書いて手紙を出した。一方、正典は塗箸を作っており、作っていた塗箸が父正太郎に認められたら糸子を迎えに行くという決意を固めていたため、糸子の手紙を読まなかった。そして糸子からの手紙がたまっていき、3か月が過ぎた。箸ができたので正典は糸子の手紙を読んで糸子の窮状を知っていてもたってもいられなくなり、大事な箸を置いて鯖江にいる糸子の元へ急行。糸子を放っては塗箸の修業はできないと言って正典はプロポーズし、以後は鯖江で糸子と暮らした。
はてなの茶碗
秀臣が正平の作った塗箸を見て「あの時と一緒だ」と発し、それを聞いた小次郎が正平の塗箸に値打ちがあると思い込む。京都へ売りに行った結果儲けにならなかったため、小次郎は秀臣に「ややこしい箸の見方をするな」と抗議した。
地獄八景亡者戯
亡くなった草若が訪れた地獄のモチーフ。そのシーン冒頭のテロップ「夢ともなく現（うつつ）ともなく」はこの噺の冒頭の一文。
死ぬなら今
草若の残した宝くじが当選するかもしれない、当選金を棺桶に入れるかどうかと騒然とする中、「ニセ金入れといたらええ」という尊徳のセリフのモチーフ。
帯久
秀臣の製作所が経営難に至ったり、秀臣の製作所の窮状を小梅に話す竹谷のセリフのモチーフ。
鉄砲勇助
勇助が両親から入門許可を得てきたことを草々に伝える時、父親が話した嘘として話した「木曽の山中で山賊にあって…」という部分のモチーフ。
高津の富
宝くじが当たったのに小次郎が気づかない場面のモチーフ。当選番号は小次郎自身が当てた一等の他、二等、三等もこの噺からとられた。そのため、くじの名は「レトロ宝くじ」とされていた。

## 徒然亭一門会

### 天狗座 徒然亭一門会
太字は高座でのシーンが実際に放映された演目である。
| 開催日     | 徒然亭若狭（喜代美） | 徒然亭四草 | 徒然亭小草若 | 徒然亭草々 | 徒然亭草原     | 徒然亭草若 |
| ---------- | -------------------- | ---------- | ------------ | ---------- | -------------- | ---------- |
| 1989/9/3   | （未入門）           | （不明）   | 寿限無       | 辻占茶屋   | （不明）       | （欠席）   |
| 1995/12/25 | ちりとてちん         | 崇徳院     | 鴻池の犬     | 辻占茶屋   | 蛸（たこ）芝居 | 愛宕山     |

### 寝床寄席 （草若一門会）
以下に徒然亭草若一門の勉強会である「寝床寄席」で高座に掛かった演目を、劇中のチラシに載っていた情報などから転記する。太字は高座でのシーンが実際に放映された演目である。なお、第1回目は正式には「寝床寄席」と銘打たれてはいないが、会場が同じで前身でもあることから、便宜上、「寝床寄席」として扱った。
| 回数  | 開催日     | 徒然亭若狭（喜代美） | 徒然亭四草   | 徒然亭小草若 | 徒然亭草々 | 徒然亭草原 | 徒然亭草若 |
| ----- | ---------- | -------------------- | ------------ | ------------ | ---------- | ---------- | ---------- |
| 第1回 | 1992/12/14 | （未入門）           | 崇徳院       | 寿限無       | 寿限無     | （不明）   | 愛宕山     |
| 第2回 | 1993/4/16  | ちりとてちん         | 崇徳院       | 寿限無       | 宿替え     | 寝床       | 愛宕山     |
| 第3回 | 1993/6/1   | （休演）             | 延陽伯       | 寿限無       | 景清       | 鷺とり     | 千両みかん |
| 第4回 | 1993/8/2   | ちりとてちん         | 七度狐       | 寿限無       | （休演）   | 饅頭こわい | 高津の富   |
| 第5回 | 1993/9/20  | （休演）             | 算段の平兵衛 | （休演）     | （休演）   | 天災       | （不明）   |

2019年3月29日に放送されたNHK「朝ドラ100」での「朝ドラ 思い出の名シーンランキング」では、朝ドラ全100作（当時）の中でいちばん記憶に残った名シーンとして、第42回の「第一回寝床寄席での草若師匠の『愛宕山』」が第一位として紹介された。

### 草若邸お別れ落語会
太字は高座でのシーンが実際に放映された演目である。
| 開催日 | 徒然亭小草々 | 徒然亭若狭（喜代美） | 徒然亭四草   | 徒然亭小草若 | 徒然亭草々 | 徒然亭草原 | 土佐屋尊建 | 万葉亭柳眉 | 万葉亭柳宝 | 土佐屋尊徳 |
| ------ | ------------ | -------------------- | ------------ | ------------ | ---------- | ---------- | ---------- | ---------- | ---------- | ---------- |
|        | （不明）     | （創作落語）         | 算段の平兵衛 | はてなの茶碗 | 辻占茶屋   | 愛宕山     | 時うどん   | 七段目     | 寝床       | （不明）   |

## 劇中の挿入歌
- 「聞かせてよ愛の言葉を」：佐々木秀実 （11月7日,11月9日,12月13日放送分）
- 「人間なんて」：吉田拓郎 （11月10日放送分）
- 「Wings to Fly〜翼をください （cathedral version）」：カノン （1月24日,1月26日放送分）

「聞かせてよ愛の言葉を」のドラマへの挿入は、11月7日放送分のみの予定だったが、反響が大きく、他の回でも使用された。スポニチ1月13日記事。また「Wings to Fly〜翼をください （cathedral version）」も放送後にNHKへの問い合わせが殺到し、Amazonではこの曲を収録したアルバム「Primary Flowers」の注文が殺到して圏外から一気にトップ10入りする現象が起きている（カノン、NHK朝ドラで曲流れ話題に（日刊スポーツ））。

## 受賞
- 第35回伊藤熹朔賞 テレビ部門協会賞 - 山内浩幹、深尾高行、小澤直行[42]
- 国際ドラマフェスティバル in TOKYO2008 助演女優賞 - 和久井映見[43]

## その他

### 徒然亭の紋
徒然亭の紋はヒグラシだが、これにはさまざまな由来がある。NHKの公式サイトによれば以下の通り。以下、NHKの公式サイトから抜粋する。
その日暮らし
落語家は実力勝負の世界であり、若手のころはなかなか仕事がないことが多い。そこから、その日暮らし＝そのヒグラシ。
ヒグラシの一生
ヒグラシは生涯のほとんどを幼虫として土のなかで過ごし、成虫になって初めて外の世界に出て鳴く。落語家も長い修業時代を経て初めて高座に上がり、大きな声で芸を披露することから。
徒然草
喜代美が好きな古典作品としても登場する『徒然草』（喜代美の高校時代の古典の授業と、喜代美が草原に落語家復帰を説得した際にこの設定が登場）の冒頭部分の「徒然なるままに日暮らし」とヒグラシをかけている。草若一家の本名は吉田で『徒然草』の作者である吉田兼好とあわせている。
徒然亭の紋は折り紙のセミをアレンジしてデザインされている。また小浜の和田家にある喜代美の部屋には、折り紙で折ったセミ（ヒグラシ）が飾られていた。これは喜代美がいずれ徒然亭に入門することを暗示したスタッフが考案した。また、この一部は常打ち小屋「ひぐらし亭」の精神でもある。

### 実在の落語家の紋
オープニング映像で、11個の定紋が3段に並んで表示される画面がある。これらはすべて実在の上方噺家が用いている（いた）定紋である。
| 画面での位置     | 定紋名       | 使用する噺家           | 備考                                 |
| ---------------- | ------------ | ---------------------- | ------------------------------------ |
| 上段左から一つめ | 三つ組橘     | 立花家千橘             | 江戸落語の橘家圓蔵一門と同じ         |
| 上段左から二つめ | ぬの字兎     | 林家染丸一門           | 染丸は当ドラマの落語監修             |
| 上段左から三つめ | 菱三升に花菱 | 桂春團治               | 露の都が無断で拝借したエピソードあり |
| 上段左から四つめ | 桔梗         | 露の五郎兵衛一門       | 立花家千橘を除く                     |
| 中段左から一つめ | 五枚笹       | 笑福亭松鶴一門         |                                      |
| 中段左から二つめ | 四つの文の字 | 桂文枝                 | 5代目は2005年死去                    |
| 中段左から三つめ | 月紋         | 月亭可朝一門           | 桂米朝門下の一派                     |
| 下段左から一つめ | 四つ花菱     | 桂春團治一門           |                                      |
| 下段左から二つめ | 梟           | 森乃福郎一門           | 笑福亭福松の流れを汲む               |
| 下段左から三つめ | 結び柏       | 桂米朝一門・桂文枝一門 | 替え紋                               |
| 下段左から四つめ | 三つ柏       | 桂米朝一門・桂文枝一門 |                                      |

### 番宣CM
番宣CMはドラマのテーマである落語にちなみ、なぞかけ形式で構成された。その構成は下記の通り。なお話者は和久井映見、松重豊、京本政樹が務め、それぞれに対して3パターンずつ、計9パターン作られた。
1. 話者が貫地谷しほりに「ちりとてちんとかけまして○○と解く」と言う。
2. 貫地谷が「その心は?」と聞くと話者が答えを言う。
3. 貫地谷が「うーん、もういっちょ!」と言うと、話者がもう一問、なぞかけをする。貫地谷が「その心は?」と聞くが、答えを言わずに終了。

NHKの公式サイトでは、話者が2問目の答えを言う部分を付け足した完全版が公開されていたほか、6月4日発売の完全版DVD-BOX内にも収録されている。

### エンディング
物語の大きなテーマが「伝統の継承」であることにちなみエンディングでは「ただいま修行中!」と題して物語の舞台である小浜市がある福井県内の職人の師匠とその弟子を一組ずつ取り上げている。その職業は塗箸のような伝統工芸だけではなく農業や料理教室、越前そば打ち職人など多岐にわたっている。
四草と九官鳥の平兵衛の出会いを描いた回が「ペットショップ店員」になったり、熊五郎のリサイタルの回が「ギター奏者」なるなど、物語の内容とリンクしていることもしばしばある。また、最終回に登場したのは、写真撮影当時住み込み修行中であった上方女流落語家・露の団姫と、大師匠（師匠の師匠）・2代目露の五郎兵衛であった。なお、団姫は最終回オンエア直前の3月7日に、3年間の年季を終えている。

### 梅丈岳
正太郎の死後、喜代美が独りで出掛けようとする梅丈岳は、福井県三方上中郡若狭町と三方郡美浜町の境に位置する標高400メートルの山である。ここの山頂では実際にかわらけ投げができる。ただし、喜代美の実家である小浜市の市街とは直線距離でも16キロ程度離れており、糸子同伴でタクシーを使ったとしても夜中に梅丈岳の頂上へ行くのは実際には無理がある。

### 小浜線
JR小浜線の線路や小浜駅がロケ地となっている場面がある。もちろんロケは2007年に行われており、線路上に架線が施されている。実は小浜線が電化されたのは2003年であり、電化工事が着工されたのも2000年のことで、喜代美が大阪へ旅立った1992年の時点では、架線は存在していなかった。そのため、電化された小浜線を、気動車（キハ58系）に乗って旅立つという、いささか違和感のある映像になっている。もっとも、電化されていても気動車が走っている路線の実例として羽越本線や肥薩おれんじ鉄道などがあり、また蒸気機関車が走行するシーンのロケに電化されている大井川鉄道が使用されるのが他のドラマでよく見られるので、それほど気にならない人もあるかもしれない。なお、気動車の走行シーンには2003年に小浜西インターチェンジまで開通した舞鶴若狭自動車道の看板が写っている。

### 大阪駅
大阪駅の改札口でのシーンが数回あるが、すべて桜橋改札口を使用して電車運行時間外にロケが行われている。このシーンは1992年当時に大阪駅には存在しなかった自動改札機（1997年に導入）が撮影されている。また改札機には2003年に導入されたICOCAのタッチ部もはっきりと撮影されている。背景の行先案内掲示板に「ユニバーサルシティ駅」や「関西空港駅」が見えるが、これらも1992年以降の開業駅である。

### 三味線演奏
高校の学園祭で催された三味線ライブや、練習のシーンは、すべて出演者たちの実際の演奏によって撮影・収録された。当初はライブについては本人達に演奏させる予定ではなかったのだが、出演者達がスタッフの想定外に上達し、三味線の師匠の勧めもあって、ライブのシーンも本人達の演奏で撮影された。喜代美役の貫地谷しほりにとっては、映画「スウィングガールズ」でトランペットを演奏したのに続く楽器を用いた演技となった。ただし喜代美は、三味線ライブについては中途で挫折している。貫地谷、佐藤めぐみ、宮嶋麻衣の三人で一緒に三味線の稽古をしたときに貫地谷だけが上達が遅くなってしまい、劇中同様、清海役の佐藤が喜代美役の貫地谷に対して「なんか困ったことがあったら言ってね」と言う一幕があったという。

### 女流落語家の人数
1995年時点で喜代美が高座の枕で「上方で5本の指に入る女流落語家といわれている」と冗談を言って客を笑わせていて上方に女流落語家が5人もいないことをほのめかしている。これは桂あやめが使っていた枕を流用した物。
同様に実在の落語家が使用した枕を流用した例として桂吉朝が使用した不快指数に関する枕（不快指数97の時に残りの3人は何を考えているのだろうか?）を（吉朝の弟子の桂吉弥が演じている）徒然亭草原の落語シーンへ流用したことがあげられる。

### ライバルは兄弟弟子
徒然亭草原役の桂吉弥と万葉亭柳眉役の桂よね吉は、実際には桂吉朝門下で兄弟弟子の関係にある上方噺家である。吉朝は3代目桂米朝の弟子で、高度な落語センスと古典芸能の熱心な研究から次代の上方落語の大看板と期待されていたが、2005年に50歳の若さで病死した。なお吉弥はよね吉の兄弟子に当たるが、劇中でも草原の方が柳眉よりも先に弟子入りしたことになっており、草原は柳眉を呼び捨てにしている。

### 正典と小次郎の関係
兄の和田正典役の松重豊(1963年1月19日生まれ)は弟の和田小次郎役の京本政樹(1959年1月21日生まれ)よりも4歳ほど年下である。それどころか、過去には京本が父、松重がその義理の息子を演じている。NHK大河ドラマの『毛利元就』がそれで、京本が吉川興経、松重が吉川元春を演じた。松重のブログによれば、今回の兄弟役を指名したのは脚本担当の藤本有紀だったと言う。京本は過去に、藤本が脚本を務めていたNHKのよるドラ『愛と友情のブギウギ』というドラマに出演していた。しかしながら、松重は藤本執筆のドラマに出演経験がない。なお京本ははじめに話を聞いた時はヒロインの父親役になると思っていた。『スタジオパークからこんにちは』（2007年12月14日放送分）に松重が出演した際に松重が語ったところによると、今でも京本は父親役に未練があり、父親役ではなくて年下の松重の弟役になることが不満だったそうである。

### 喜代美の白無垢
第14週で喜代美が着ていた白無垢は劇中では草若のおかみさんの志保が着たものになっているが、実は母である糸子を演じている和久井映見が一度別のドラマで着たものである。同じNHK大阪局制作の金曜時代劇（現：土曜時代劇）で05年に放送された『華岡青洲の妻』がそのドラマで、和久井は当時、この白無垢を着て収録をしていた。いずれにせよドラマは違えど、偶然にも親娘で同じ白無垢を着たことになり、喜代美を演じる貫地谷しほりもそのことに感慨を覚えたという趣旨の発言を公式サイトで述べている。

### 最終回前日
第150回（最終回の1日前）の直後に放送された『NHKニュース』にて、森本健成（当時NHKアナウンサー）が冒頭で「明日の最終回もお楽しみに!」と発言した。アドリブ発言とされ、スタジオ内からどよめきの声が起こっていた。

### 特別住民票
本作のヒットを受けて、舞台となった小浜市は2008年5月1日付で和田一家7人を特別住民登録し、特別住民票の交付（有償頒布）を行っている。住民登録に際し、一家が小浜市に引っ越してきた1982年で登録されており、生年月日が決められていない人物については制作側と相談して設定、住所も作中通り北長町の架空の番地（箸にちなみ84番地）とされている。

### 再放送
ドラマ本編や「まいご3兄弟」放送の後も再放送や続篇を求めるファンの声は収まらなかった。
放送翌年にはファン活動が縁で知り合ったカップルが喜代美・草々と同じ4月9日に入籍、4月18日にNHK大阪放送局内で結婚式を挙げ、順子役の宮嶋麻衣から祝福を受けた。さらに8月28日に再放送祈願の活動として、全国のファンが参加して折り上げられた千羽の蜩（ひぐらし）の折り紙が、半分ずつNHKの東京の放送センターと大阪放送局に届けられた。
放送終了から2年半を経た2010年4月4日よりBSハイビジョンにて、毎週日曜深夜（月曜未明1時10分-2時40分基本）に一週間分6回連続でデータ連動による再放送が開始。2007年最終週の4回と2008年の年始分3回は6月27日に7回連続、最後の第26週が9月19日に放送された翌週には外伝『まいご3兄弟』も放送された。
2013年10月7日から2014年4月5日まで、BSプレミアム 月曜 - 土曜7時15分-7時30分枠にて再放送された。

### トークショー
2025年5月17日彦八まつりにて「ちりとてちん徒然亭 彦八まつりスペシャルトークショウ」が開催され、彦八まつり実行委員長の桂吉弥と、青木崇高、茂山宗彦、加藤虎ノ介が出席した。

## 放送日程
有名なことわざや、映画や歌のタイトルなどをダジャレ風にしたサブタイトルになっている。
| 週 | 回      | サブタイトル               | 放送日            | 演出                | 由来・元ネタ               |
| -- | ------- | -------------------------- | ----------------- | ------------------- | -------------------------- |
| 01 | 01-06   | 笑う門には福井来る         | 10月01日-10月06日 | 伊勢田雅也          | 笑う門には福来る           |
| 02 | 07-012  | 身から出た鯖               | 10月08日-10月13日 | 伊勢田雅也          | 身から出た錆               |
| 03 | 013-018 | エビチリも積もれば山となる | 10月15日-10月20日 | 伊勢田雅也          | 塵も積もれば山となる       |
| 04 | 019-024 | 小さな鯉のメロディ         | 10月22日-10月27日 | 勝田夏子            | 小さな恋のメロディ         |
| 05 | 025-030 | 兄弟もと暗し               | 10月29日-11月03日 | 勝田夏子            | 灯台もと暗し               |
| 06 | 031-036 | 蛙の子は帰る               | 11月05日-11月10日 | 井上剛              | 蛙の子は蛙                 |
| 07 | 037-042 | 意地の上にも三年           | 11月12日-11月17日 | 井上剛              | 石の上にも三年             |
| 08 | 043-048 | 袖振り合うも師匠の縁       | 11月19日-11月24日 | 伊勢田雅也          | 袖振り合うも多生の縁       |
| 09 | 049-054 | ここはどこ?私はだめ?       | 11月26日-12月01日 | 菓子浩              | ここはどこ?私は誰?         |
| 10 | 055-060 | 瓢箪から困った             | 12月03日-12月08日 | 勝田夏子            | 瓢箪から駒                 |
| 11 | 061-066 | 天災は忘れた恋にやって来る | 12月10日-12月15日 | 井上剛              | 天災は忘れた頃にやって来る |
| 12 | 067-072 | 一難去ってまた一男         | 12月17日-12月22日 | 菓子浩              | 一難去ってまた一難         |
| 13 | 073-077 | 時は鐘なり                 | 12月24日-12月28日 | 伊勢田雅也 櫻井壮一 | 時は金なり                 |
| 14 | 078-079 | 瀬戸際の花嫁               | 01月04日-01月05日 | 伊勢田雅也          | 瀬戸の花嫁                 |
| 15 | 080-085 | 出る杭は浮かれる           | 01月07日-01月12日 | 勝田夏子            | 出る杭は打たれる           |
| 16 | 086-091 | 人のふり見て我が塗り直せ   | 01月14日-01月19日 | 吉田努              | 人の振り見て我が振り直せ   |
| 17 | 092-097 | 子はタフガイ               | 01月21日-01月26日 | 井上剛              | 子は鎹（かすがい）         |
| 18 | 098-103 | 思えば遠くへすったもんだ   | 01月28日-02月02日 | 伊勢田雅也          | 思えば遠くへ来たもんだ     |
| 19 | 104-109 | 地獄の沙汰もネタ次第       | 02月04日-02月09日 | 吉田努              | 地獄の沙汰も金次第         |
| 20 | 110-115 | 立つ鳥あとを笑わす         | 02月11日-02月16日 | 井上剛              | 立つ鳥あとを濁さず         |
| 21 | 116-121 | 嘘つきは辛抱の始まり       | 02月18日-02月23日 | 櫻井壮一            | 嘘つきは泥棒の始まり       |
| 22 | 122-127 | 聞かぬは一生の箸           | 02月25日-03月01日 | 伊勢田雅也          | 聞かぬは一生の恥           |
| 23 | 128-133 | 終わりよければ滑ってよし   | 03月03日-03月08日 | 三鬼一希            | 終わりよければすべてよし   |
| 24 | 134-139 | 蛇の道はヘビー             | 03月10日-03月15日 | 吉田努              | 蛇の道は蛇                 |
| 25 | 140-145 | 大草若の小さな家           | 03月17日-03月22日 | 井上剛              | 大草原の小さな家           |
| 26 | 146-151 | 笑う一門には福来る         | 03月24日-03月29日 | 伊勢田雅也          | 笑う門には福来る           |

## 特別番組
本作では以下の通り、視聴者の要望などを受けてさまざまな特別番組が制作された。番組の人気を反映してか、ローカル番組（関西もしくは北陸）として企画されたものも最終的には全国放送が行われている。中にはもともとローカル（関西）での放送予定さえなかったものも存在する。なお、以下の各番組は副音声解説は放送されない。
- ちりとてちんスペシャル
- 総合で2007年11月3日の15時 - 15時49分に放送（中国・四国エリア、大分、沖縄では別番組を放送）。これまでの名場面、メイキング映像、落語再現場面などを放送した。案内役は徒然亭小草若（茂山宗彦）と和田友春（友井雄亮）。喜代美をめぐって言い争いをしながら番組を進行。最後に野口幸助（久ヶ沢徹）が焼き鯖を持って乱入し、二人の喧嘩を仲裁した。なお、名場面集とメイキング映像のナレーションは西堀裕美アナウンサーがつとめた。
  - なお、同日は「ちりとてちん」デーと題し、「土曜スタジオパーク」に貫地谷しほり（和田喜代美役）と青木崇高（徒然亭草々役）が出演するなど、さまざまな番組に「ちりとてちん」出演者が登場したり、イベントが開かれた。
- ベスト盤ちりとてちん
  - 総合で2007年12月30日の深夜1時50分 - 2時33分（31日午前）に放送（これに加えて関西エリア（大阪・京都・兵庫・奈良・和歌山・滋賀）では2007年12月30日の13時35分 - 14時18分、2008年1月5日の10時5分 - 10時48分、2008年1月7日の17時15分 - 17時58分にも放送）。題名の通り、前半13週分のハイライトが放送された。ナレーションは西堀裕美アナウンサー。案内役は徒然亭草原（桂吉弥）と徒然亭四草（加藤虎ノ介）。
- 新春"ちりとてちん"増刊号
  - 総合で2008年1月4日の深夜3時20分 - 4時8分（5日午前）に放送（これに加えて関西エリア（大阪・京都・兵庫・奈良・和歌山・滋賀）では2008年1月2日の16時 - 16時48分および1月3日の7時20分 - 8時8分、福井では2008年1月12日の10時5分 - 10時53分にも放送）。冒頭で貫地谷しほり（和田喜代美（徒然亭若狭）役）が挨拶。今までのストーリーを振り返る他に、喜代美のふるさとになった福井県小浜市の盛り上がり、小浜の「ロケ地」訪問（喜代美の幼少時代を演じた桑島真里乃、小澤康喬アナウンサー（NHK福井放送局）、杉浦友紀アナウンサー（NHK福井放送局）の3人が小浜市職員の案内で焼き鯖の店と小浜塗箸の店を訪問）、上方落語の魅力などを紹介した。案内役は主に徒然亭草原（桂吉弥）が務め、一部、徒然亭小草若（茂山宗彦）が担当。番組の終わりには和田喜代美（徒然亭若狭）（貫地谷）、徒然亭草々（青木崇高）、徒然亭四草（加藤虎ノ介）の3人も登場し、徒然亭草原と徒然亭小草若も合わせて徒然亭一門の5人で挨拶をして番組をしめた。全編に渡り草原（一部シーンは吉弥として）が落語「ちりとてちん」風に案内をした。小草若のコーナーはドラマ中で小草若がパーソナリティを務めるラジオ番組「徒然亭小草若の底抜け底抜け色男が通る」に出演中という設定で行われた（この形式は2007年11月3日放送の「ちりとてちんスペシャル」でも後半で使用）。
- 徒然亭がやってきた! 〜ちりとてちんファン感謝祭
  - 総合で2008年2月24日の14時30分 - 14時59分に放送。同年2月3日に行われたファン感謝祭の模様をダイジェストで放送。司会は西堀裕美アナウンサー。舞台には貫地谷しほり（和田喜代美役）、青木崇高（徒然亭草々役）、桂吉弥（徒然亭草原役）、茂山宗彦（徒然亭小草若役）、加藤虎ノ介（徒然亭四草役）と遠藤プロデューサーが登場した他、京本政樹（和田小次郎役）が飛び入り出演した。
  - 当初は放送の予定はなく、スタジオでの小規模なイベントを予定していたが、パソコンと携帯のサイトのみで告知し、さらに往復はがきで申し込むよう告知したにもかかわらず、北は北海道から南は沖縄まで計10273通もの応募が殺到。会場をNHK大阪ホールに変更の上、抽選が行われた。また放送を希望する声が多数寄せられたため、急きょ放送決定されたという経緯がある。さらにイベント当日はスタジオセットを無料で公開（11時から16時まで）。スタジオセット公開は番組終盤の別の日（最終週付近）も行われた。公開には双方合わせて10日間で7万人以上の人が駆けつけた。
- 上方演芸ホール特別版 〜「ちりとてちん」の落語を聞こう!
  - 上方演芸ホールを参照。
- 金とく ちりとてちんトークスペシャル 〜きょうから福井がふるさとや〜
  - 総合で2008年3月9日の深夜1時35分 - 2時18分（10日午前）に放送（愛知、岐阜、三重では別番組を放送、これに加えて福井、石川、富山では2008年3月7日の20時 - 20時43分および3月8日の10時5分 - 10時50分、静岡では2008年3月21日の20時 - 20時43分にも放送。また、別番組を放送した愛知、岐阜、三重では2008年3月16日の深夜1時35分 - 2時18分（17日午前）に放送）。
- ちりとてちん落語ワールドSP
  - 総合で2008年5月10日の17時 - 17時25分、BS2で2008年3月29日の11時 - 11時25分に放送（これに加えて関西エリア（大阪・京都・兵庫・奈良・和歌山・滋賀）、北海道、長野、山梨、東海・北陸エリア（愛知・岐阜・三重・福井・石川・富山）、岡山、鳥取、島根、四国エリア（香川・徳島・高知・愛媛）では2008年3月30日の8時 - 8時25分、新潟では2008年4月13日の10時5分 - 10時30分、広島では4月18日の深夜2時16分 - 2時41分（19日午前）にも放送）。題名の通り、劇中で再現シーンが描かれた落語の演目を解説。ナレーションは西堀裕美アナウンサー。案内役は桂吉弥（徒然亭草原役）と林家染丸（落語指導、万葉亭柳宝役）。
- それぞれの「ちりとてちん」
  - 総合で2008年4月27日の深夜1時15分 - 2時（28日午前）、BS2で2008年4月20日の10時 - 10時47分に放送（これに加えて関西エリア（大阪・京都・奈良・和歌山・滋賀、兵庫では別番組を放送）では2008年4月4日の20時 - 20時43分および4月6日の深夜0時20分 - 1時3分（7日午前）、福井では2008年4月6日の10時5分 - 10時48分、兵庫では2008年4月6日の15時5分 - 15時48分、富山、石川では2008年4月13日の14時15分 - 15時、広島、島根、鳥取では2008年4月19日の15時5分 - 15時50分にも放送）。案内役およびナレーションは加藤虎ノ介（徒然亭四草役）（一部堀あかりが担当）。
- ちりとてちん総集編
  - 総合で2008年5月5日の8時35分 - 10時13分に前編「笑う門には福井来る」、翌5月6日の同時刻に後編「笑う一門には福来る」を放送。題名の通り、全26週の総集編を放送。また、5月6日にはNHK大阪ホールにて、総集編の上映会「大スクリーンで「ちりとてちん」を見よう!」が開催され、舞台挨拶には、青木崇高（徒然亭草々役）、茂山宗彦（徒然亭小草若役）、桑島真里乃（幼少時代の和田喜代美役）が登場した。なお上映会は東京でも9月13日に「ちりとてちんファンミーティング in 東京」と題してみんなの広場ふれあいホールでも開催された。5月6日同様に入場の申し込みが殺到し、抽選が行なわれた。シークレットゲストとして宮嶋麻衣（野口順子役）が登場したり、青木崇高が後半に駆けつけるなどして盛況に行なわれた。
- 金とく 北陸スペシャル「ちりとてちん 正平・順子のふるさと福井を旅しよう」
  - 福井、石川、富山で2008年6月6日の20時 - 20時43分および6月29日の10時10分 - 10時53分（愛知、岐阜、三重、静岡でも放送）、関西エリア（大阪・京都・兵庫・奈良・和歌山・滋賀）で2008年6月13日の20時 - 20時43分および6月15日の深夜0時20分 - 1時3分（16日午前）に放送。なお総合の全国放送では8月9日深夜3時 - 3時44分（10日午前）に放送。橋本淳（和田正平役）と宮嶋麻衣（野口順子役）がドラマの舞台となった福井県内の各所（小浜市周辺が中心）を回った。なお、桑島真里乃（幼少時代の和田喜代美役）も少しだけ登場し、和田家（のセット）で二人を出迎えた。余談だが橋本が、（恐竜博物館の学芸員になるのではなく）本当は塗箸職人を継ぎたかった、と吐露する場面もあった。
- かんさい特集 「ちりとてちん外伝 まいご3兄弟」
  - 2008年7月25日関西エリアの総合向けに20時から20時43分、7月27日BS2で11時から11時43分に放送。総合の全国放送では8月10日10時11分から10時55分に放映された（この時間行われている全国高等学校野球選手権大会の中継はこの番組や北京オリンピック競技中継の都合上教育で放送された）。また、8月20日14時5分から14時50分にも総合で再放送された。
  - 朝ドラ史上初のスピンオフ作品。草原、小草若、四草の小浜から大阪への帰路での珍道中を描く。草々、若狭が小浜で夫婦落語会を開いた本編第17週のころの設定である。この作品では喜代美は登場しないが、草々が特別出演している。これは「ちりとてちん総集編」の大阪ホールでの上映会の時に青木が遠藤プロデューサーに出演を直訴したために実現した。演出は吉田努。
  - 物語のベースとなったのは上方落語「宿屋仇（やどやがたき）」。田村亮演じる扇骨作り職人「萬事九郎（ばんじくろう）」は、この噺に登場する侍の名前から採られている。このほか、萬事の妻・チエ子を徳田尚美が演じた。なお、総合での全国放送では西堀裕美アナウンサーのナレーションによるプロローグが冒頭に挿入された。
- おかえりなさい！ちりとてちん15周年大感謝祭！
  - 2023年、放送から15周年を記念して、地元福井ではドラマゆかりの地のスタンプラリーや、NHK福井放送局では8月にちりとてちんの名場面をニュース前に2分間放送。そして9月16日には貫地谷しほりと茂山宗彦、遠藤理史プロデューサーを招いて小浜市文化会館でトークショーを行い、11月に福井限定（NHKプラスでの配信あり）で放送[48]、翌年4月には総合（全国）とNHKワールドでもそれぞれ放送された。トークショー司会は平塚柚希アナウンサー。また、9月にはドラマを機にスタートした「若狭小浜ちりとて落語の会」の「ちりとてちん杯全国女性落語大会」などへの取り組みがサントリー地域文化賞を受賞した[49]。

## 関連物

### ノベライズ
- 『ちりとてちん（上）』（NHK出版） ISBN 978-4-14-005526-7
- 『ちりとてちん（下）』（NHK出版） ISBN 978-4-14-005527-4

### ドラマガイド
- 『ちりとてちん 連続テレビ小説』（NHKドラマ・ガイド） ISBN 414923549X

### 関連書籍
- 『連続テレビ小説読本』（洋泉社） ISBN 978-4800304940
  - NHK、連続テレビ小説の特集本。表紙には貫地谷しほりのドラマ場面の写真を掲載。また第一章の「朝ドラを変えた21世紀の重要作」としてピックアップした5作品の1つとして『ちりとてちん』を紹介し、貫地谷しほりと桂吉弥のインタビューを収録。
- 『朝ドラの55年 ― 全93作品完全保存版』（NHK出版） ISBN 978-4144072130
  - NHKドラマ番組部監修で1961年から2015年までの連続テレビ小説93作品を紹介。『ちりとてちん』からは作品紹介の他、小浜市のロケ地などを掲載。

### CD
- 「ちりとてちんオリジナルサウンドトラック」（エピックレコードジャパン ESCL-3027 2007年12月19日発売）
  - 劇中音楽35曲収録。1曲1曲のタイトルが長く、本編の登場人物や展開に関連したコミカルなものになっている点が特徴。なお、「ちりとてちんメインテーマ・ロングバージョン」は収録されていない。ライナーには遠藤理史と佐橋俊彦の対談を掲載。
- 「poco A poco」（エピックレコードジャパン ESCL-3018 2007年10月10日発売）
  - 松下奈緒の2ndアルバム。「ちりとてちんメインテーマ・ロングバージョン」を収録。

### DVD
- 『連続テレビ小説 ちりとてちん DVD-BOX-I 苦あれば落語あり』 （バップ VPBX-15941 2008年6月4日発売）
  - 17,000セットを売上げおしんの9,000セットを抜き、過去に発売された朝ドラDVDで最高記録を達成した[50]。
- 『連続テレビ小説 ちりとてちん DVD-BOX-II 割れ鍋にドジ蓋』 （バップ VPBX-15942 2008年6月25日発売）
- 『連続テレビ小説 ちりとてちん DVD-BOX-III 落語の魂 百まで』 （バップ VPBX-15943 2008年7月25日発売）
- 『連続テレビ小説 ちりとてちん 総集編 DVD-BOX』 （NHKエンタープライズ NSDX-12243 2008年8月22日発売）